# Tipi di piercing
Ogni zona del corpo ammette vari tipi di piercing, ognuno dei quali viene classificato con un preciso termine. Poiché la rinascita del piercing ha avuto luogo partendo dagli Stati Uniti e dal Regno Unito, la terminologia usata per definire i singoli piercing è quasi sempre in inglese, tranne in quei casi dove i nomi dei piercing hanno origini esotiche, essendo tali pratiche già in uso presso popolazioni tribali.

## Viso
Sul viso vengono praticati per lo più piercing superficiali:
- Sopracciglio (Eyebrow in inglese): piercing che viene fatto passare da sopra il sopracciglio a sotto; può esservi inserita una barretta o un anello (captive bead ring).
- Anti-Eyebrow: piercing che viene applicato sulla superficie della pelle, accanto all'occhio, tra la guancia e il sopracciglio.
- Guancia (Monroe piercing): piercing applicato sopra il labbro sinistro.

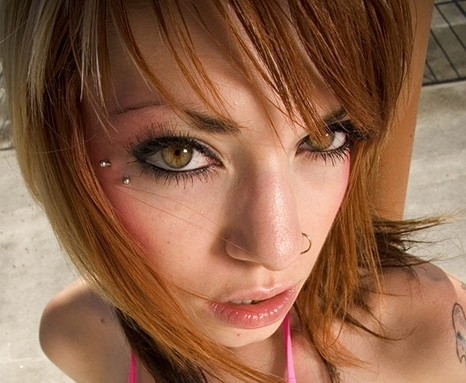
Anti-Eyebrow
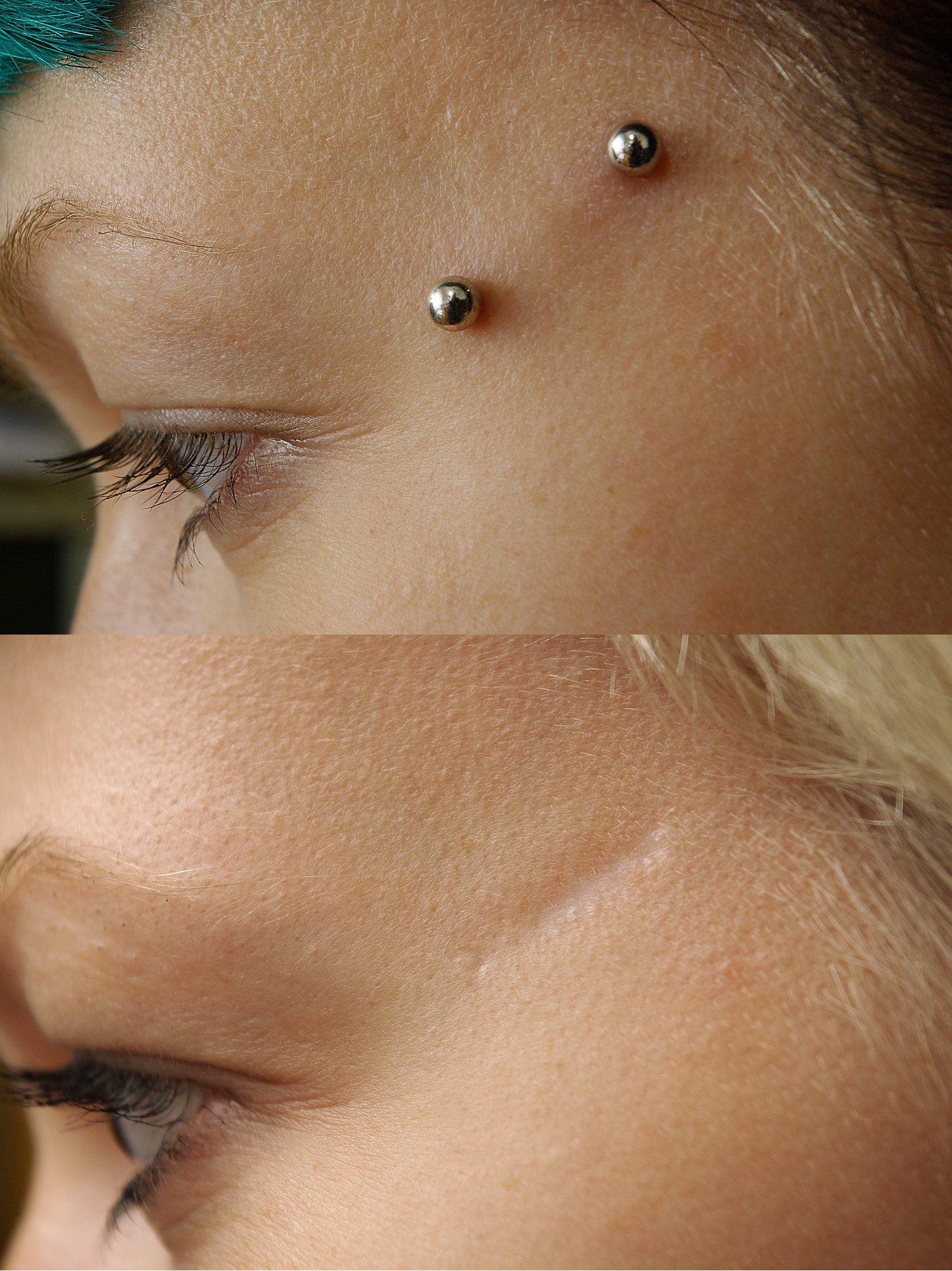
Altro esempio di Anti-Eyebrow, prima e dopo la rimozione

## Naso
Sono piercing del naso:
- Narice (Nostril in inglese): la narice viene forata applicando una barretta. Per poter mettere un anello è raccomandato aspettare la cicatrizzazione del foro, che avviene in un periodo tra i tre e i sei mesi
- Setto nasale (Septum): piercing che viene praticato forando la parte morbida del setto alla base del naso. Di solito viene applicato un anello a ferro di cavallo. Questo tipo di piercing è inoltre sovente soggetto alla pratica dello stretching.
- Bridge: piercing che viene applicato sulla superficie della pelle, tra i due occhi, sopra il setto nasale.

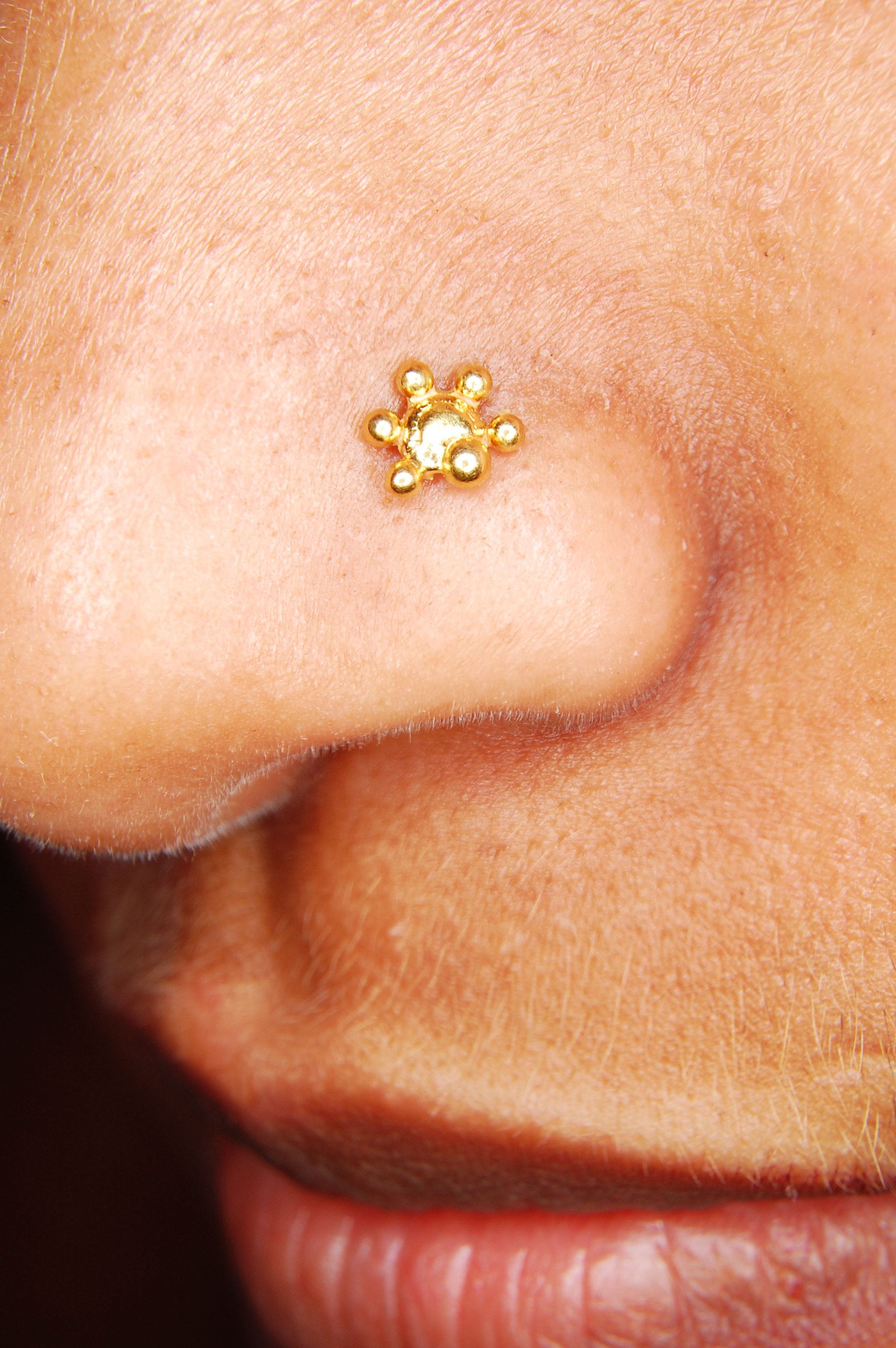
Narice
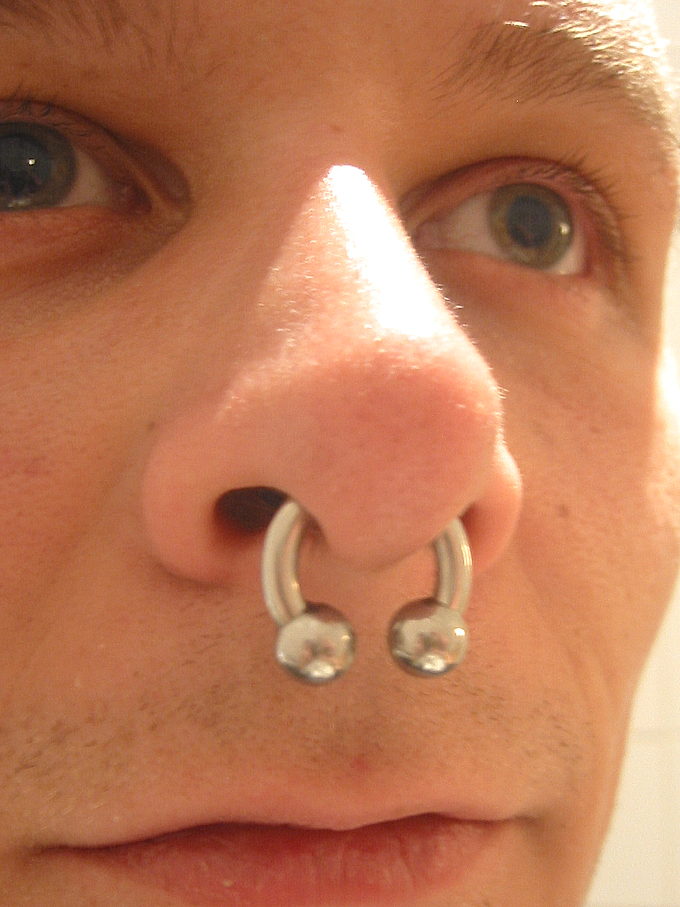
Setto nasale
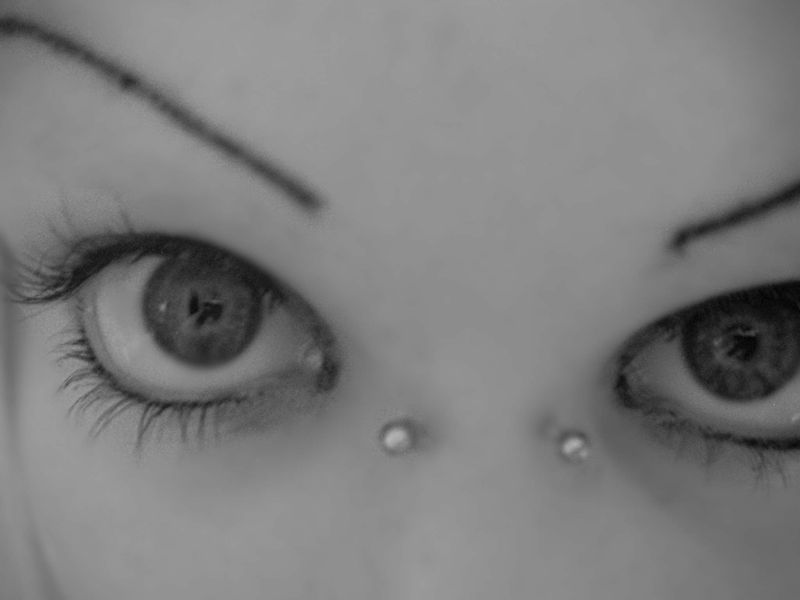
Bridge

## Bocca
La bocca ha differenti tipi di piercing che possono essere praticati su guancia, labbra o lingua.
- Guancia:
  - Cheek ("guancia"): è un piercing che viene effettuato forando la guancia, dall'esterno verso l'interno della bocca.
- Labbro:
  - Angel Bite ("morso d'angelo"): sono una serie di due piercing al labbro superiore, uno per lato.
  - Central Labret: è il piercing fatto al centro del labbro inferiore.
  - Labret: è il piercing fatto a destra o a sinistra del labbro inferiore.
  - Monroe, anche noto come Madonna: è il piercing fatto a destra o a sinistra del labbro superiore.
  - Spider Bite ("morso di ragno"): sono una serie di due labret messi uno di fianco all'altro
  - Snake Bite ("morso di serpente"): sono una serie di due piercing al labbro inferiore, uno per lato.
  - Dolphin Bite ("morso di delfino"): simile allo snake bite ma più ravvicinato.
  - Shark Bite: simile allo spider bite ma fatto anche nella parte opposta
  - Cyber Bite: è un insieme di piercing formato da una medusa e un central labret
  - Dahlia Bite:è formato da due piercing posti agli angoli della bocca
  - Canine Bite: è un insieme di piercing formato da angel bite e snake bite
  - Medusa: è il piercing fatto al centro del labbro superiore dove c'è l'incavatura del labbro.
  - Vertical Medusa: anche conosciuto come Jestrum. Si trova nell'incavatura del labbro superiore, direttamente sotto il setto nasale. A differenza del simile medusa piercing, per il vertical medusa si utilizza una barbell curva.
  - Vertical Labret: è un piercing che passa verticalmente per il labbro inferiore.
- Lingua:
  - Frowny o Anti-Smiley: è il piercing fatto al frenulo della lingua inferiore.
  - Lower Fraenum, anche conosciuto come Smiley: è il piercing fatto al frenulo superiore.
  - Lingua (Tongue, in inglese): è il piercing fatto sulla lingua e può essere di diversi tipi.
  - Venom Bite: è il piercing fatto a destra e a sinistra della lingua
  - Web Wongye: è il piercing fatto al frenulo posizionato sotto la lingua
- Ugola:
  - Ugola (uvula, in inglese)

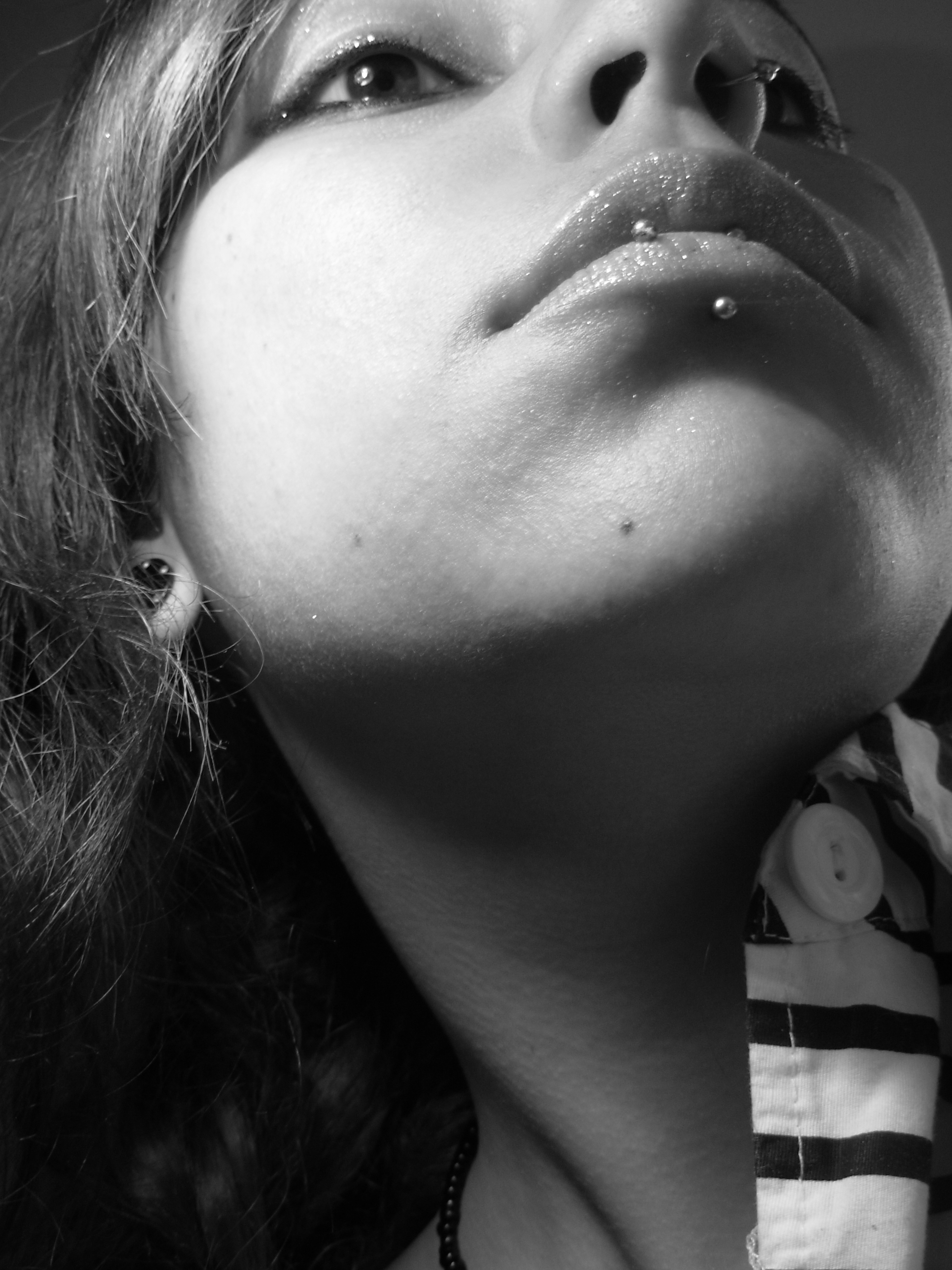
Vari piercing al labbro
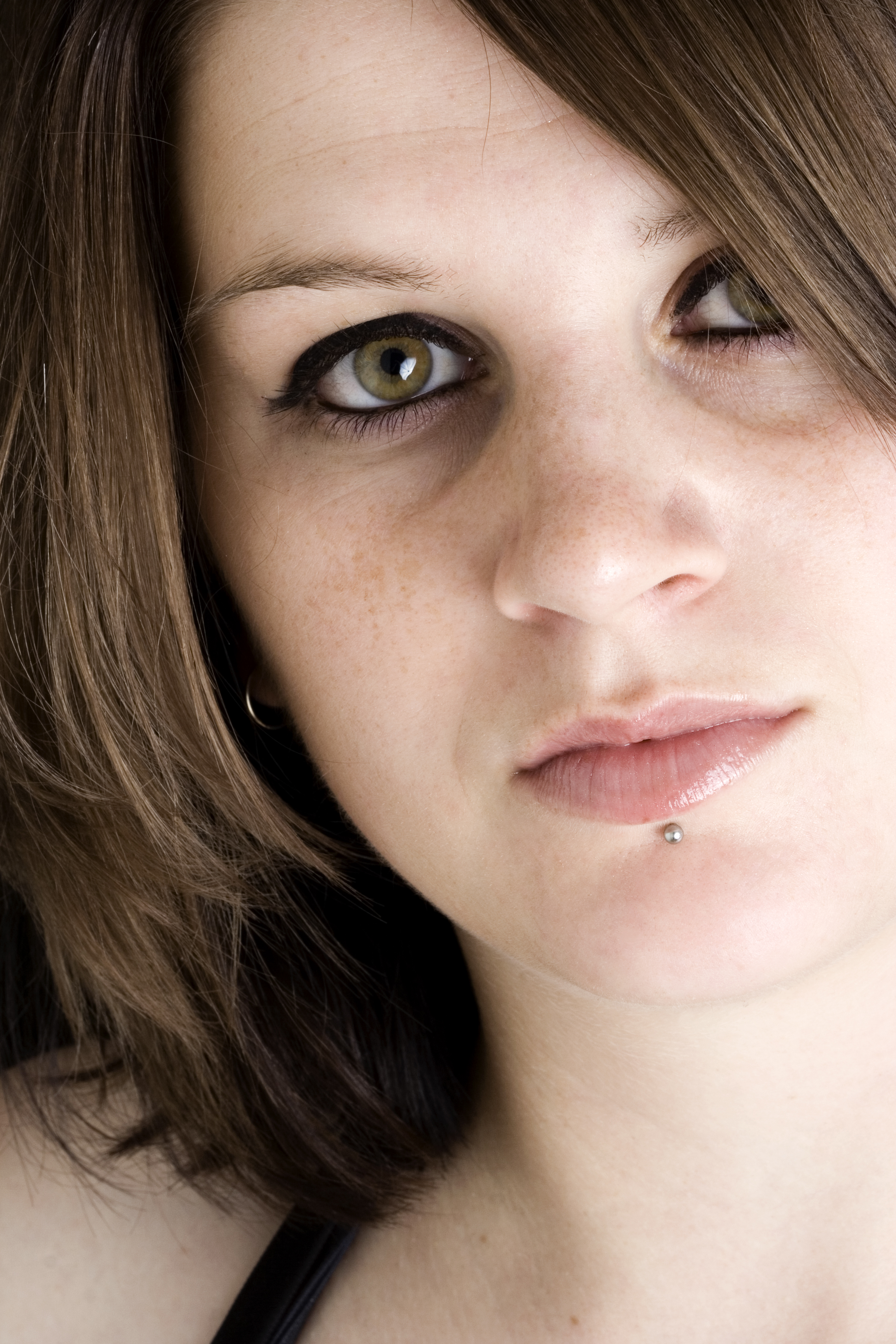
Central Labret
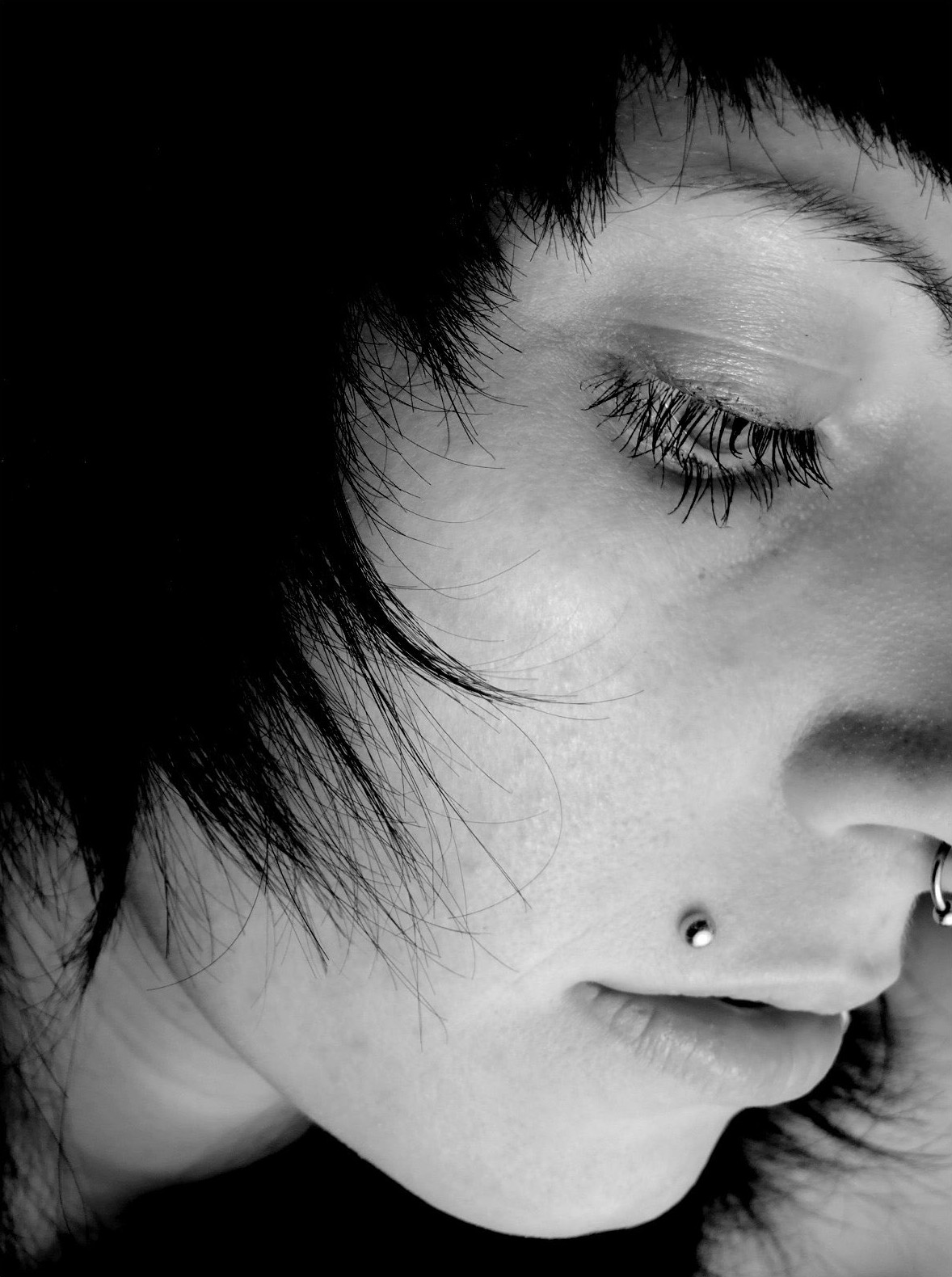
Monroe
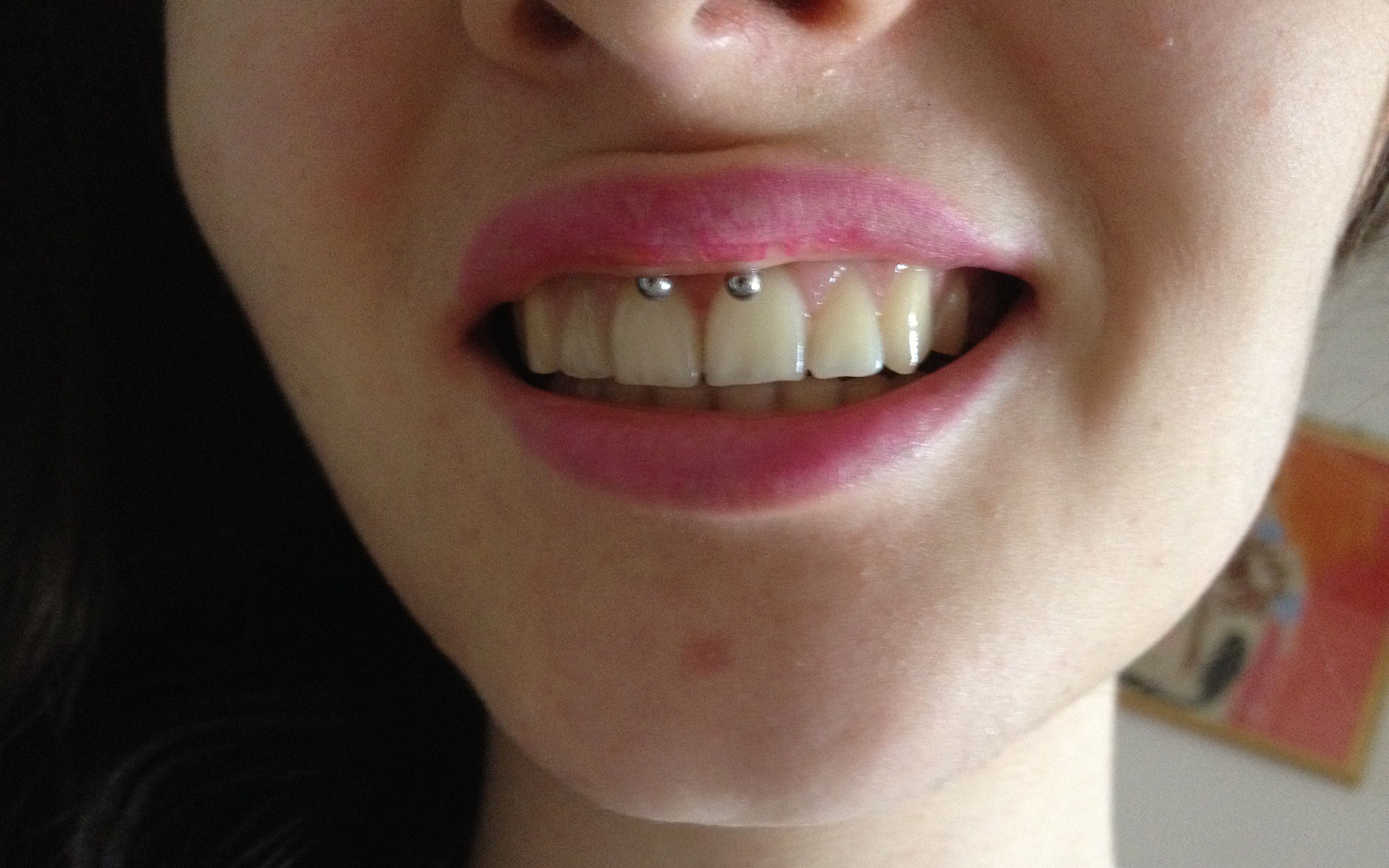
Smiley
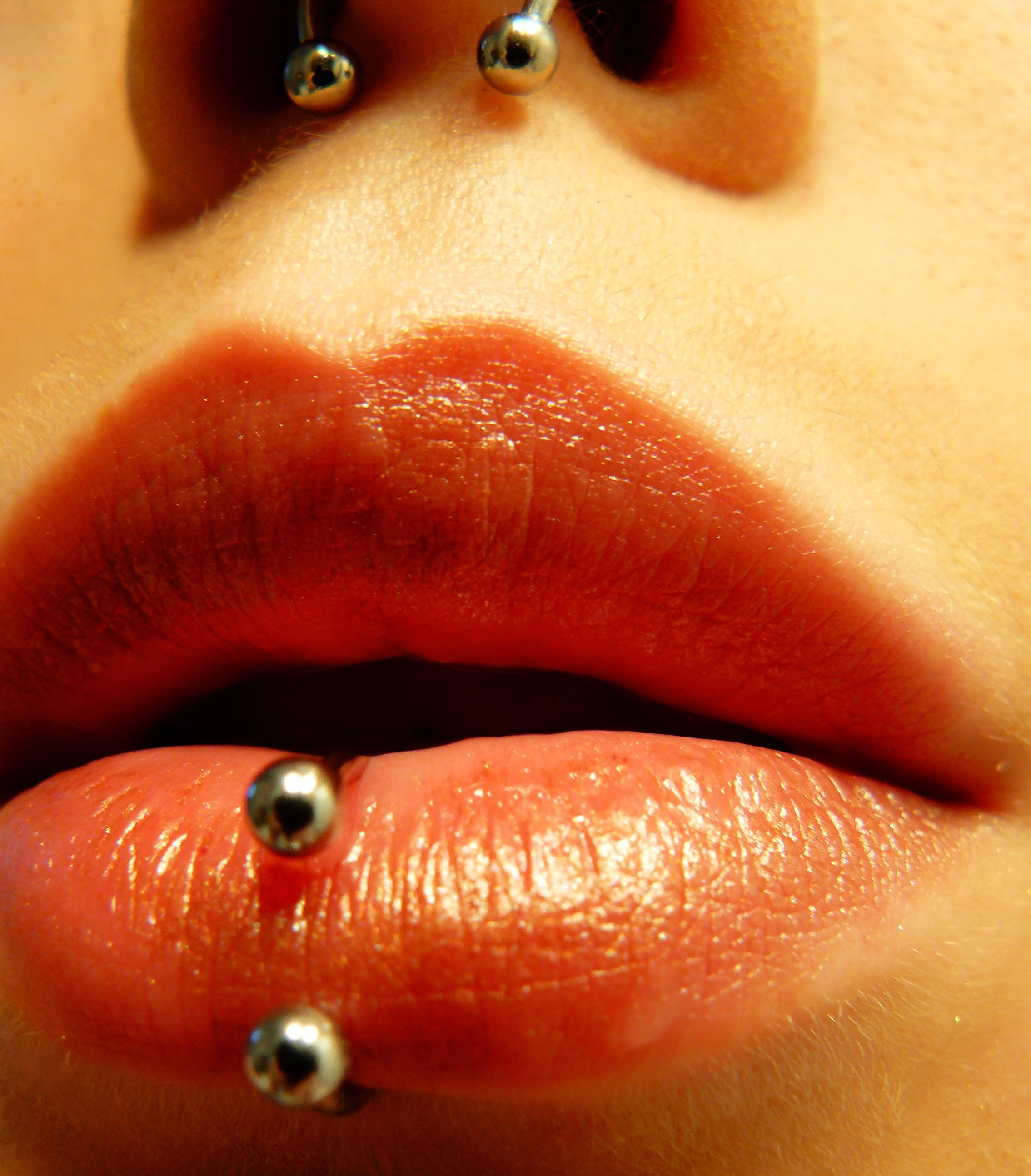
Vertical labret

## Orecchio
Sono piercing dell'orecchio:
- Lobo
- Anti-helix
- Anti-tragus
- Conch
- Helix
- Industrial
- Orbital
- Rook
- Snug
- Tragus

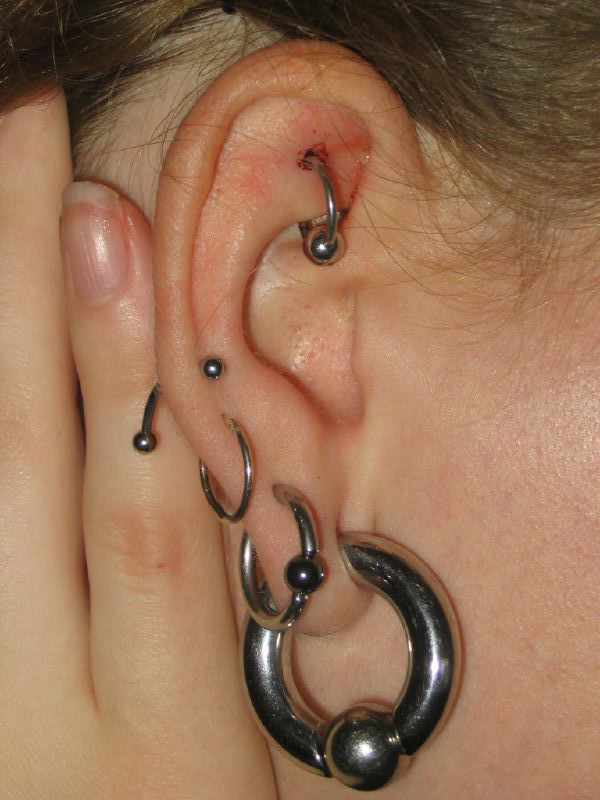
Vari tipi di piercing dell'orecchio
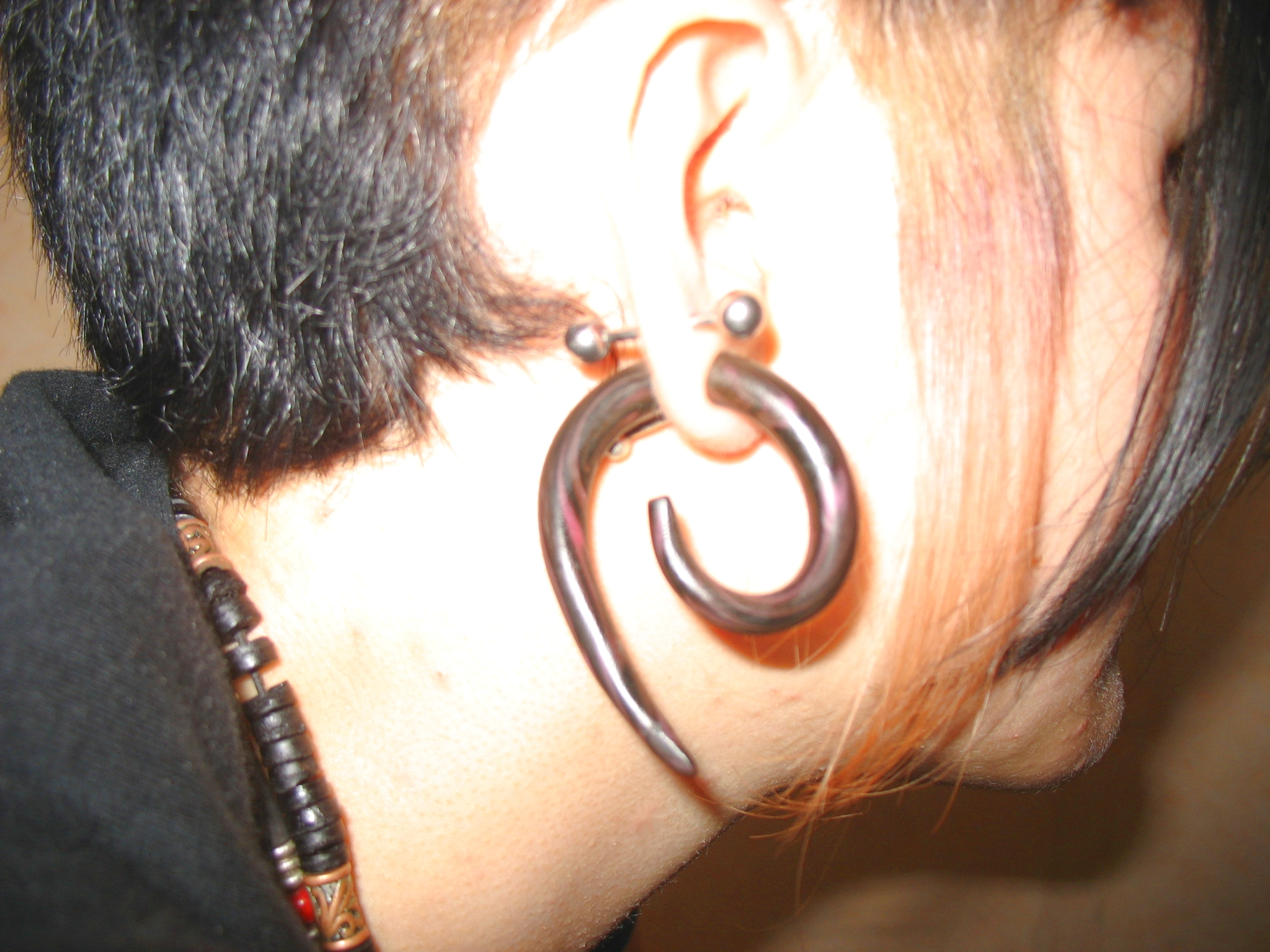
Dilatatore
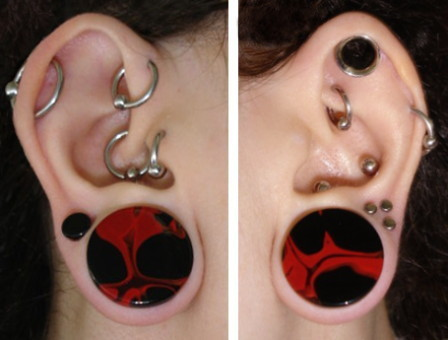
Vari tipi di piercing dell'orecchio
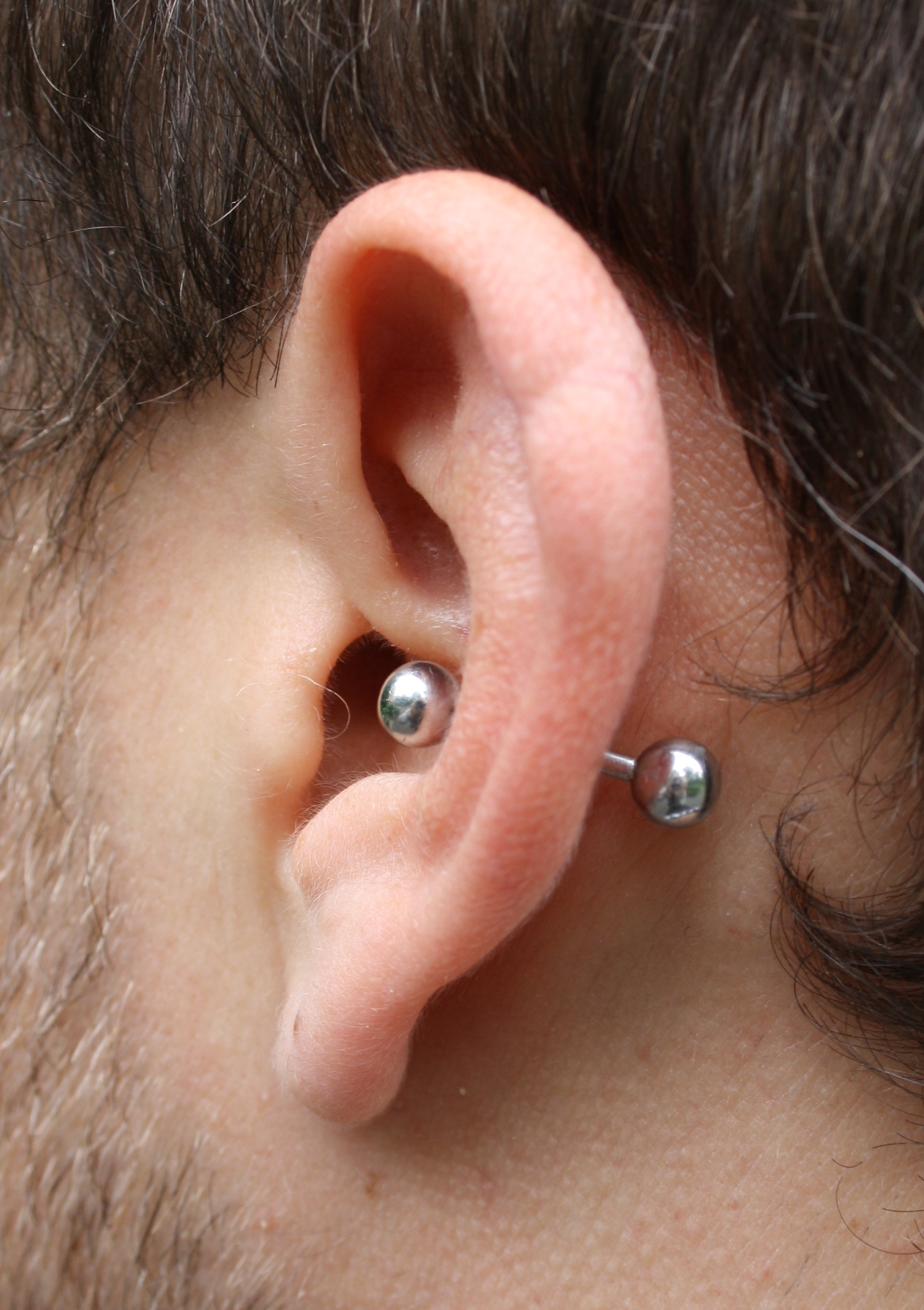
Conch
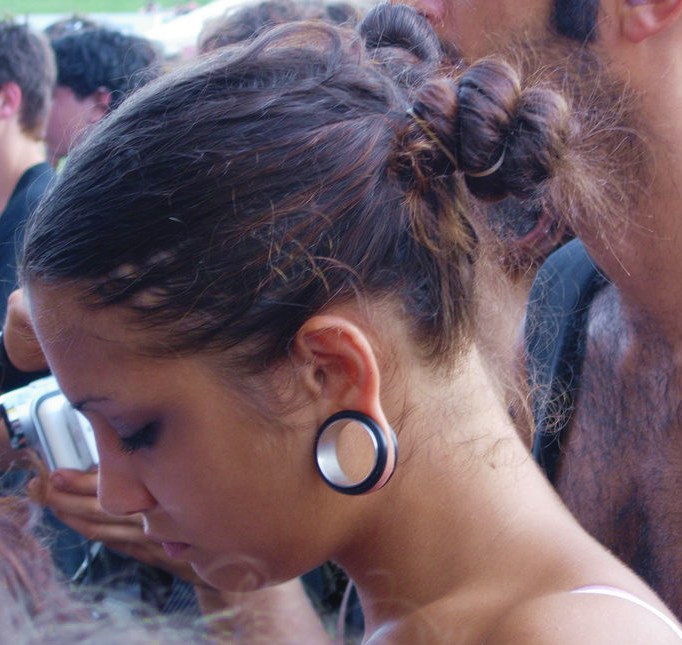
Lobo allargato
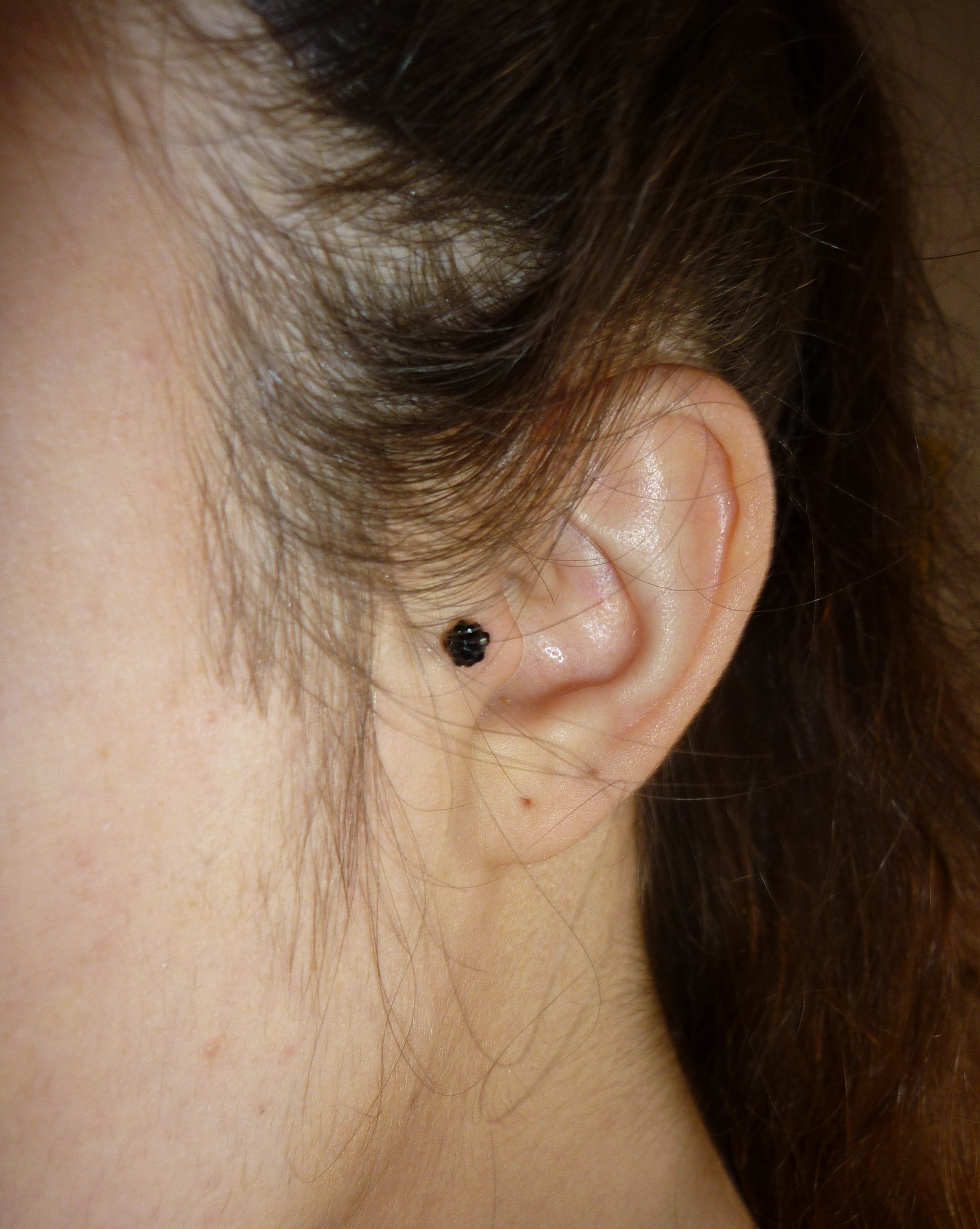
Tragus
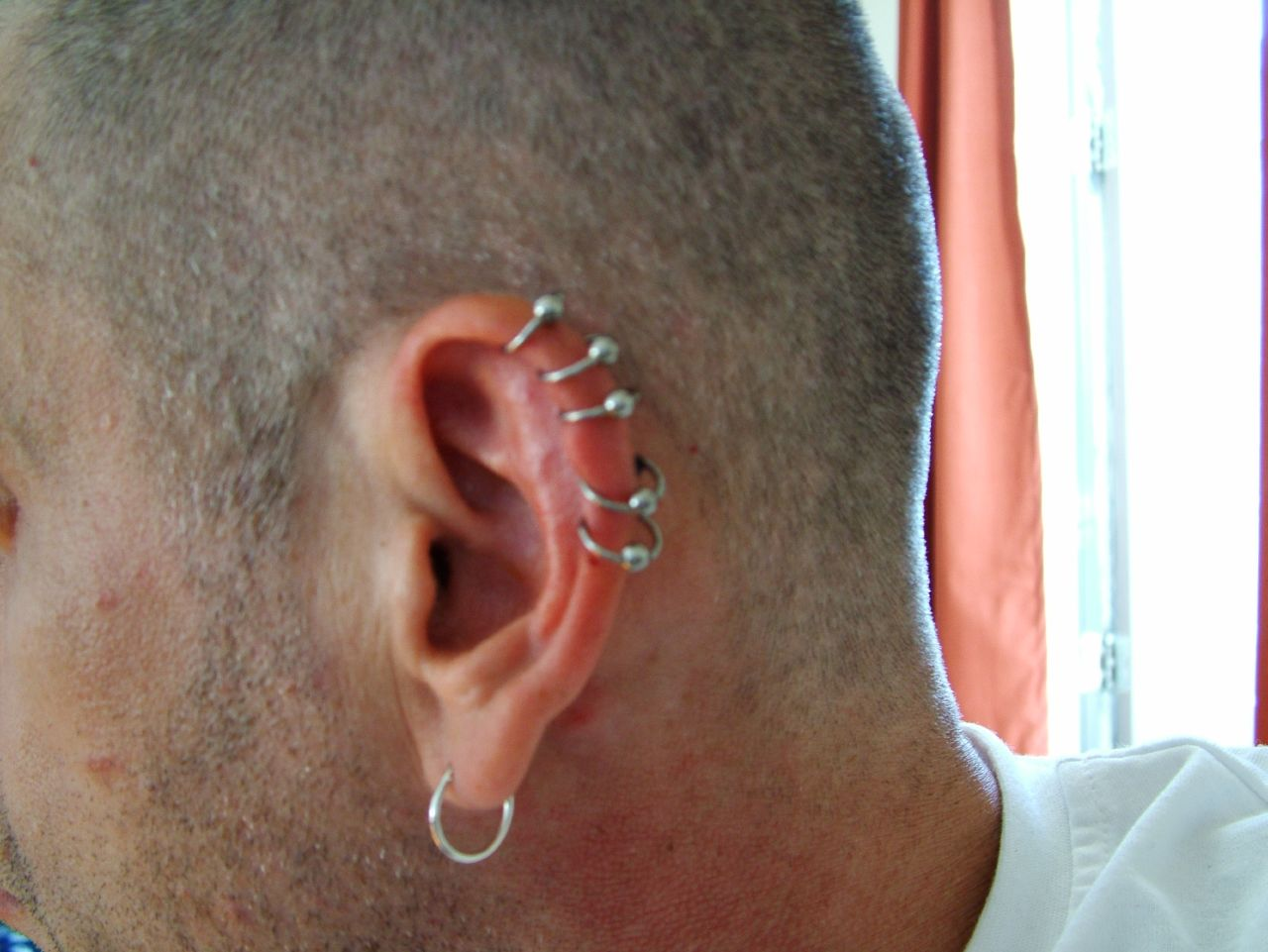
Helix
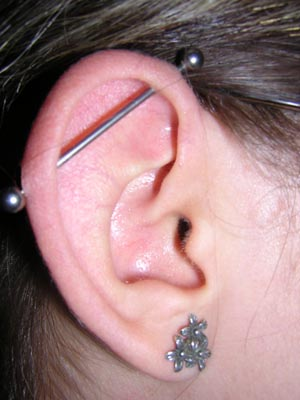
Industrial
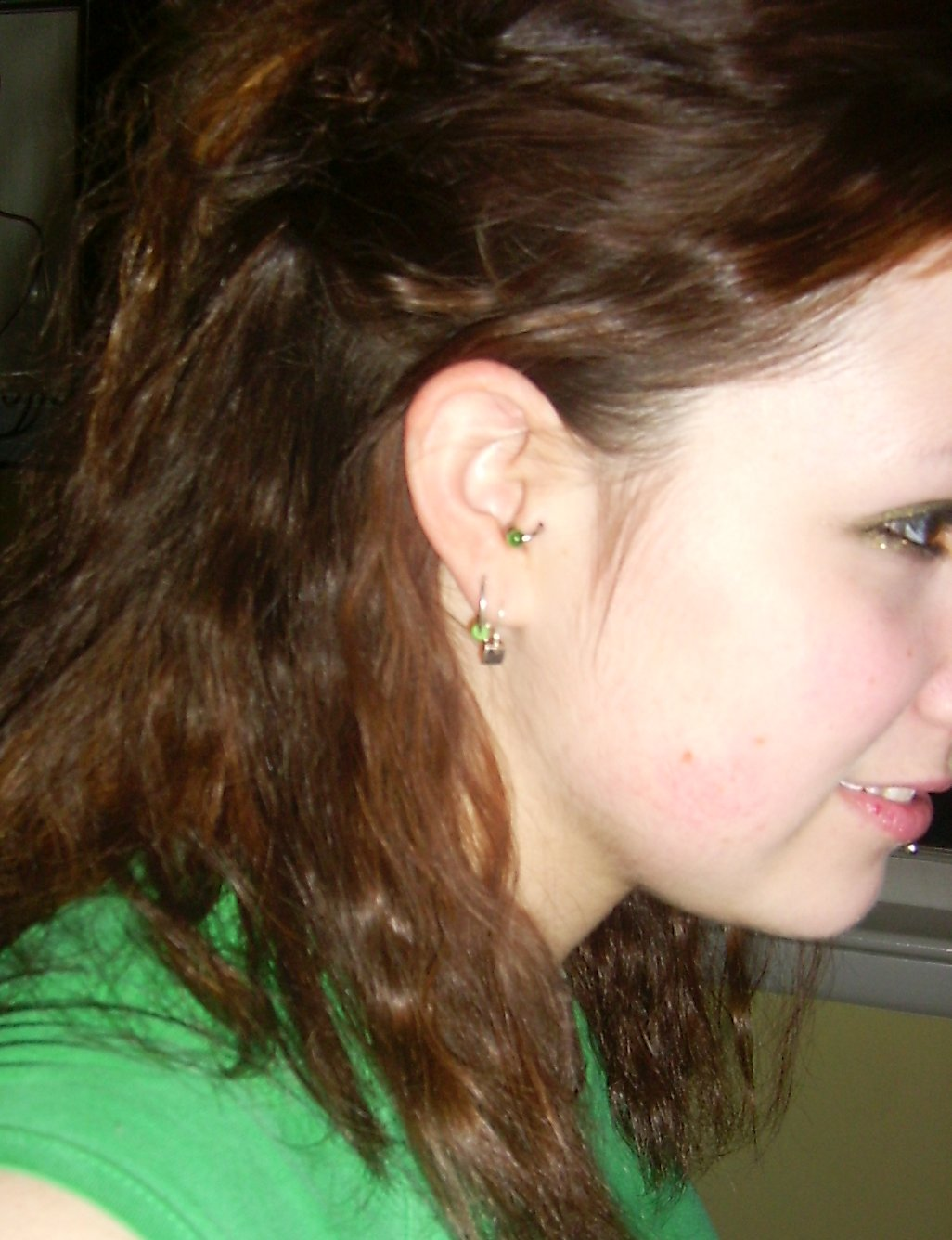
Tragus e lobo

## Capezzoli
Esistono differenti modi per perforare il capezzolo, sia esso maschile o femminile, tali piercing assumo tutti il nome di nipple, indifferentemente dal posizionamento del gioiello.
I capezzoli vengono forati normalmente alla base, da parte a parte, orizzontalmente, verticalmente o diagonalmente; il foro attraversa il capezzolo parallelamente al seno. Un anello o una barretta può venir posizionato nel foro. Altre pratiche meno usuali comprendono la perforazione dell'areola del capezzolo, con l'applicazione di barrette, o la perforazione superficiale della punta del capezzolo, perpendicolarmente ad esso. Unitamente al piercing del capezzolo trasversale, spesso successivamente alla pratica dello stretiching (allargamento del foro), può essere altresì praticato un piercing a "T" che dalla punta dello stesso si dirige al centro, in direzione del foro trasversale.
È talvolta in uso la pratica di unire con una catenella i due piercing ai capezzoli. Questi oggetti prendono il nome di nipple chain (catenelle per capezzoli). La gioielleria per questo tipo di piercing comprende, tra le altre cose, anche una barretta unica, lunga circa 50–60 cm, che viene inserita in entrambi i capezzoli forati orizzontalmente. Normalmente questo tipo di gioiello ha un uso soltanto provvisorio, in quanto rende difficoltosa la torsione del torace.
Questo tipo di piercing è particolarmente diffuso come complemento erotico, in quanto, una volta guarito, rappresenta un continuo sollecitamento di una zona erogena particolarmente sensibile, stimolante per entrambi i sessi. Assume inoltre valenza di simbolo di sottomissione nel rapporto sadomasochista (allo "schiavo" vengono applicati gli anelli, mentre al "padrone", delle barrette) e di appartenenza in alcune sottoculture fetish legate al mondo gay/lesbico e alle sottoculture gothic e industrial.

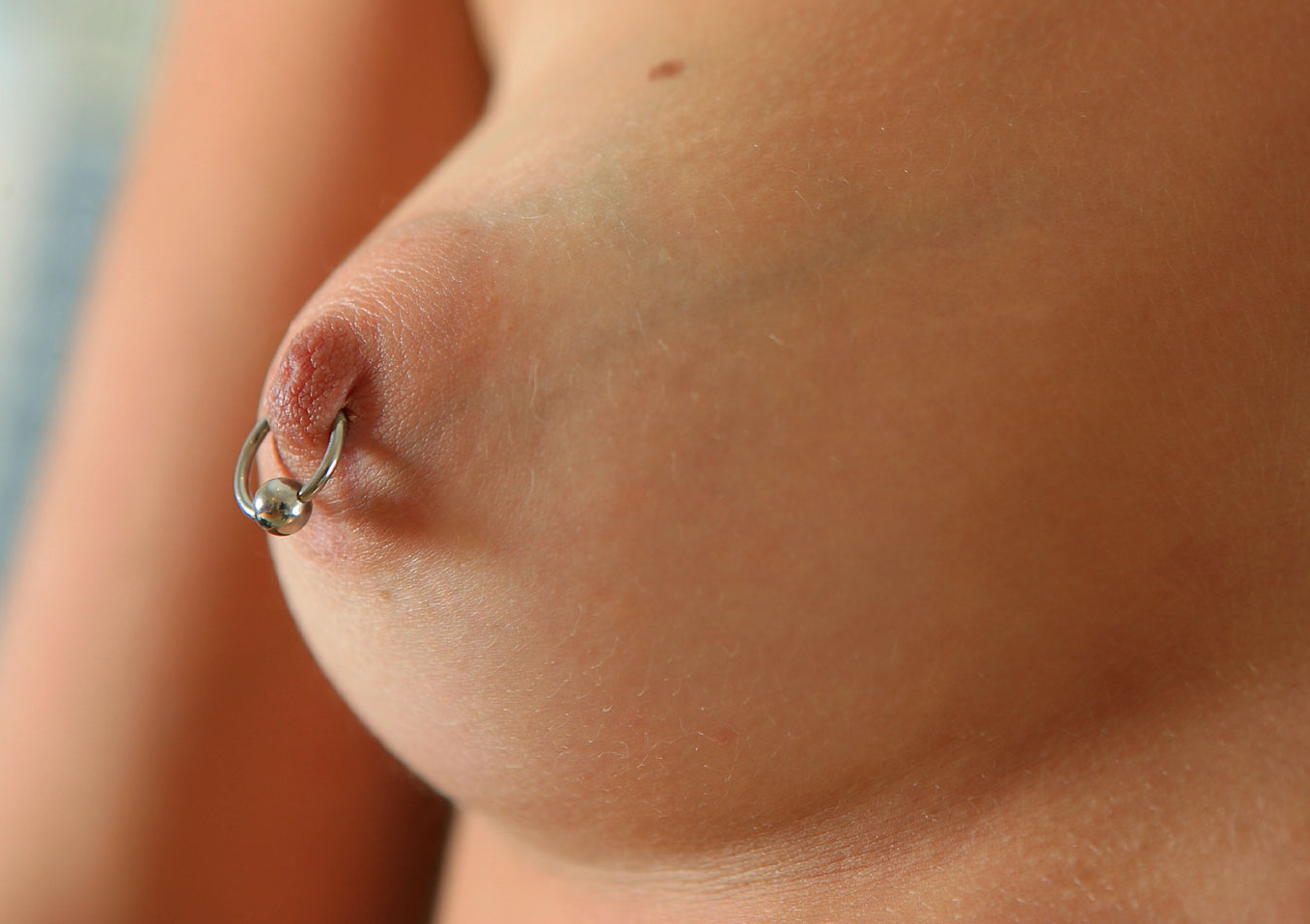
Piercing ai capezzoli con anello
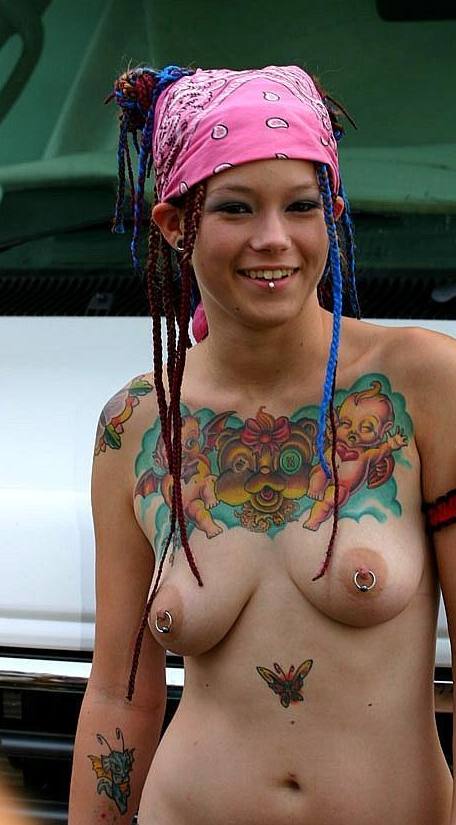
Ragazza con anelli orizzontali
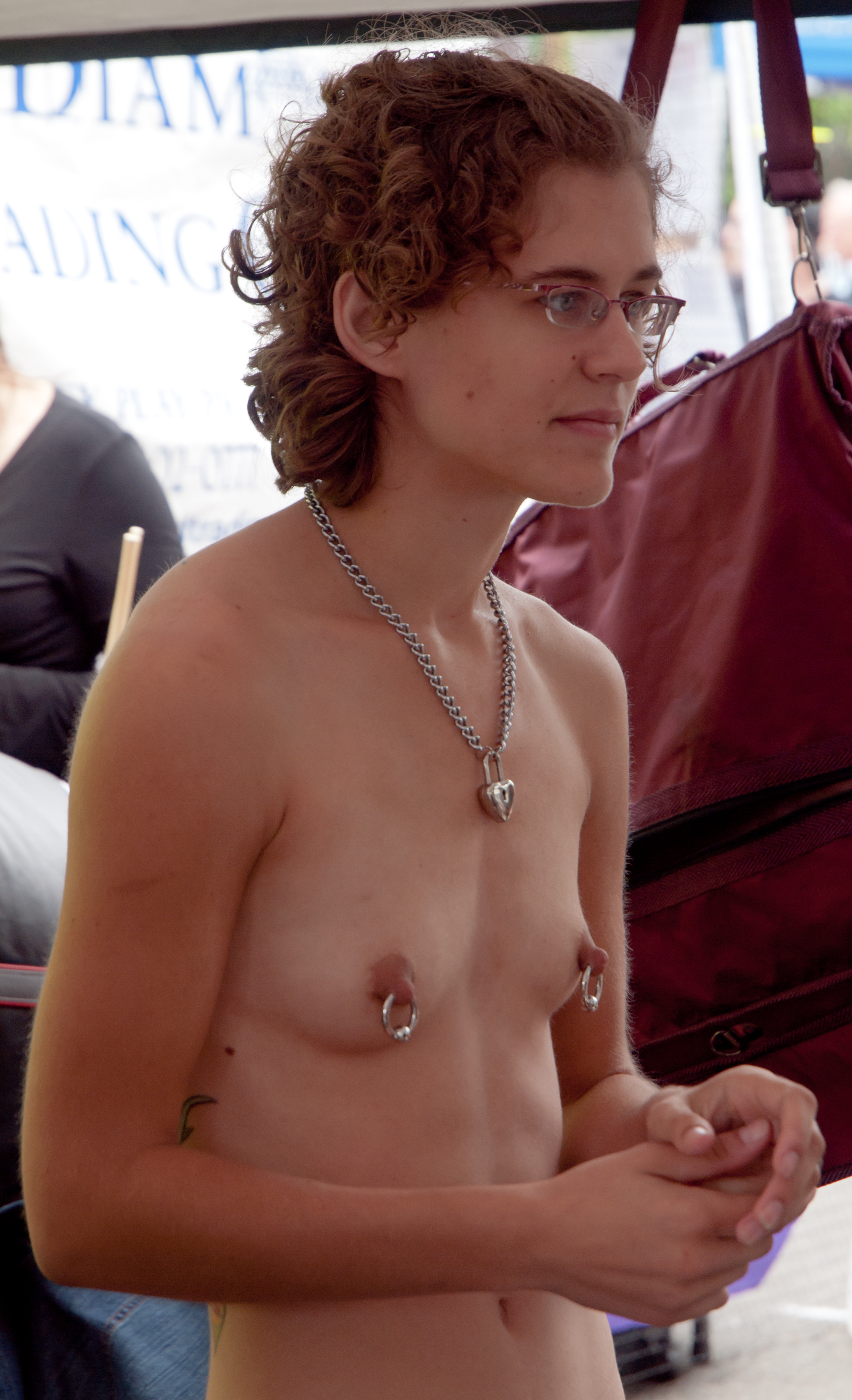
Ragazza con anelli orizzontali di grandi dimensioni
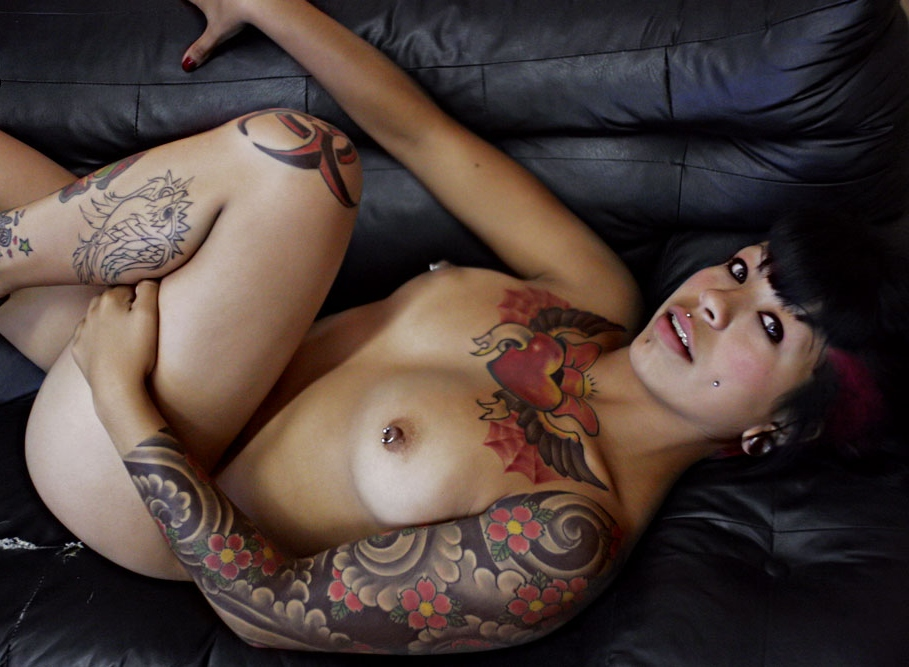
Ragazza con circular barbell orizzontali
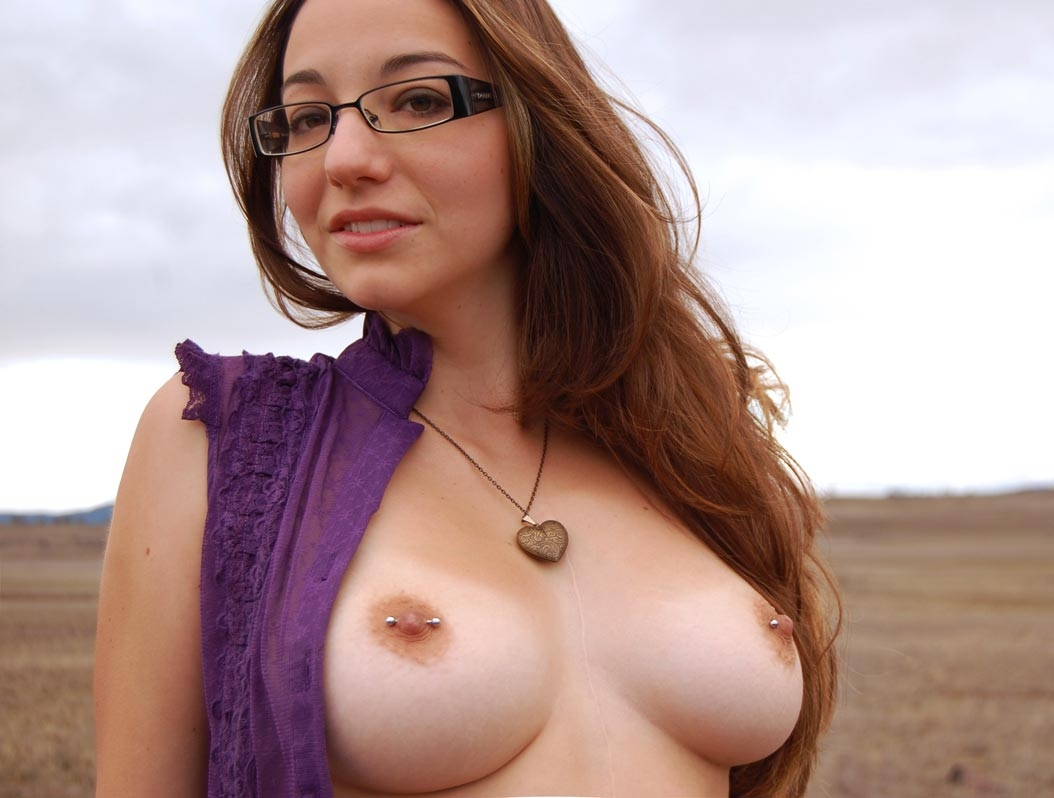
Ragazza con barrette orizzontali
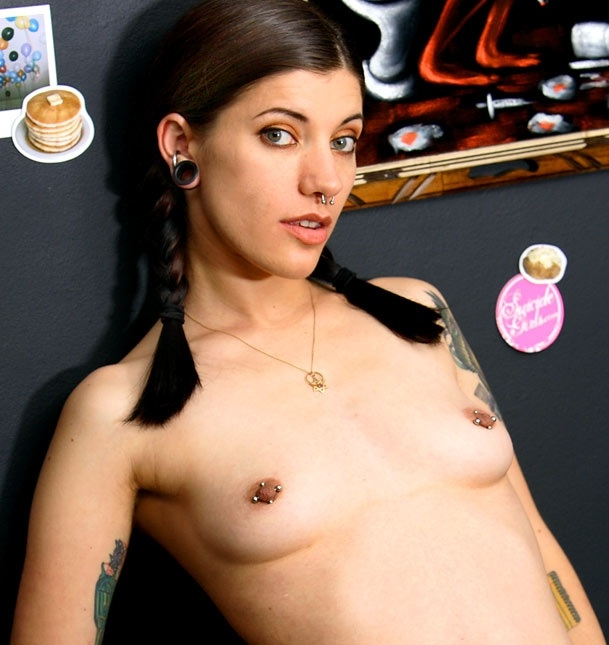
Ragazza con doppio piercing "a croce"
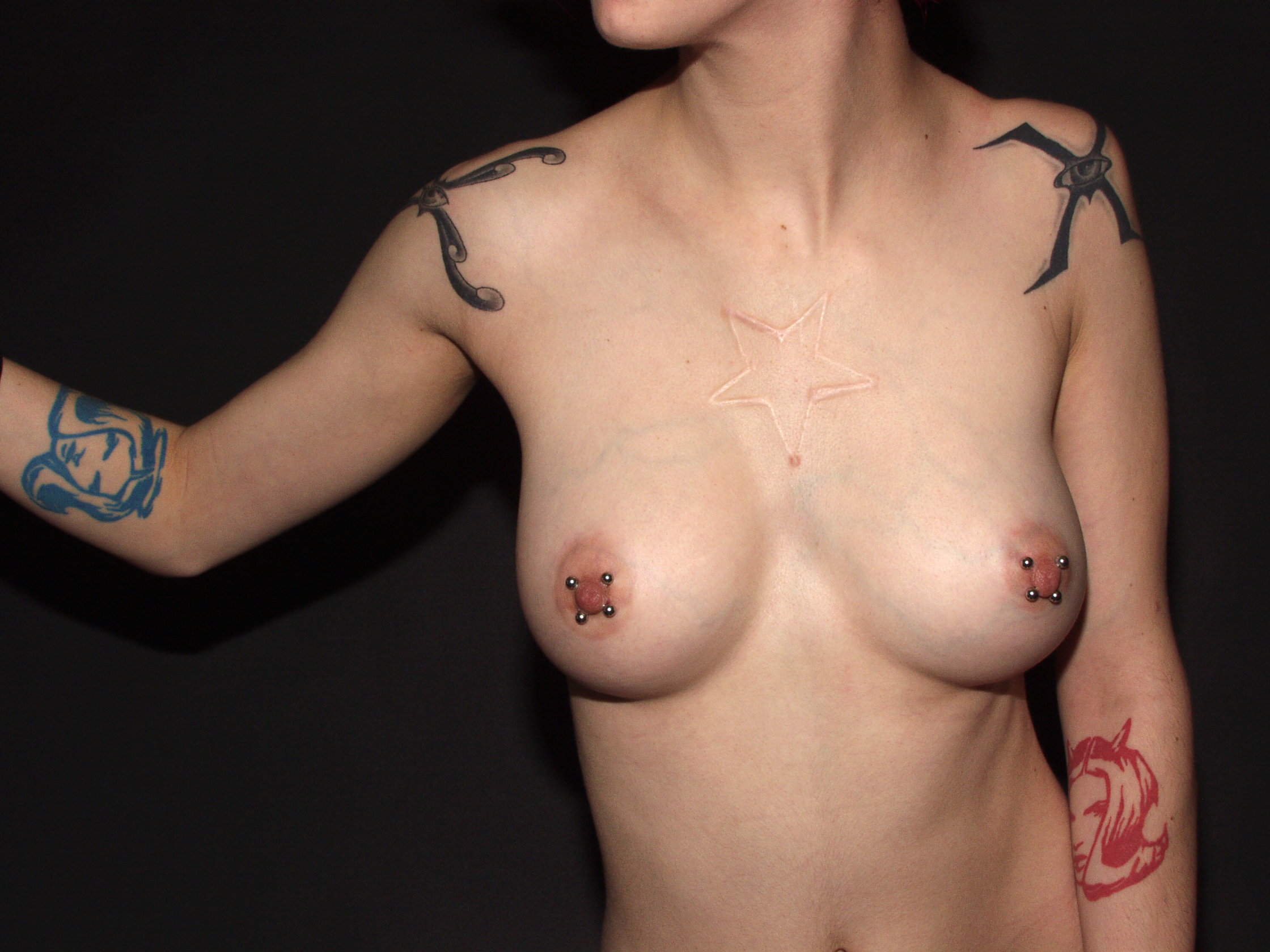
Ragazza con doppio piercing a "x"
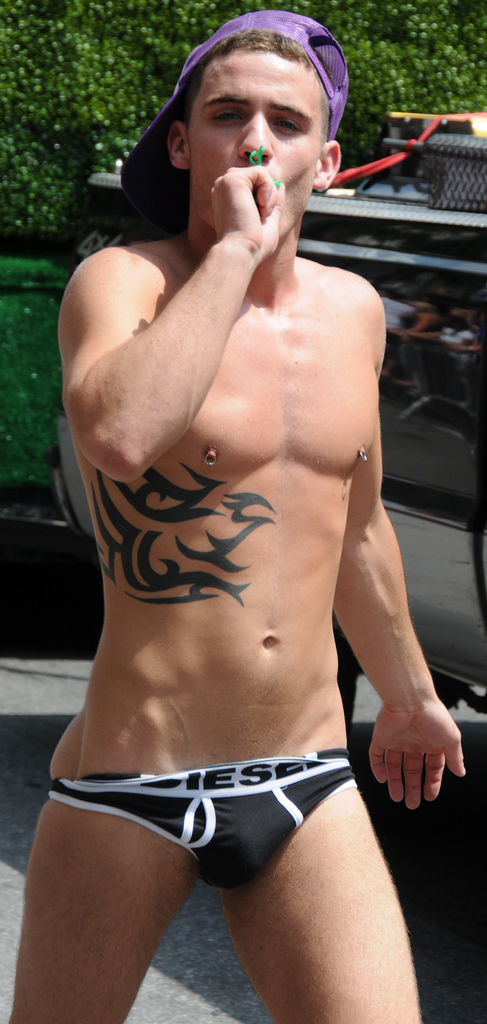
Ragazzo con anelli orizzontali
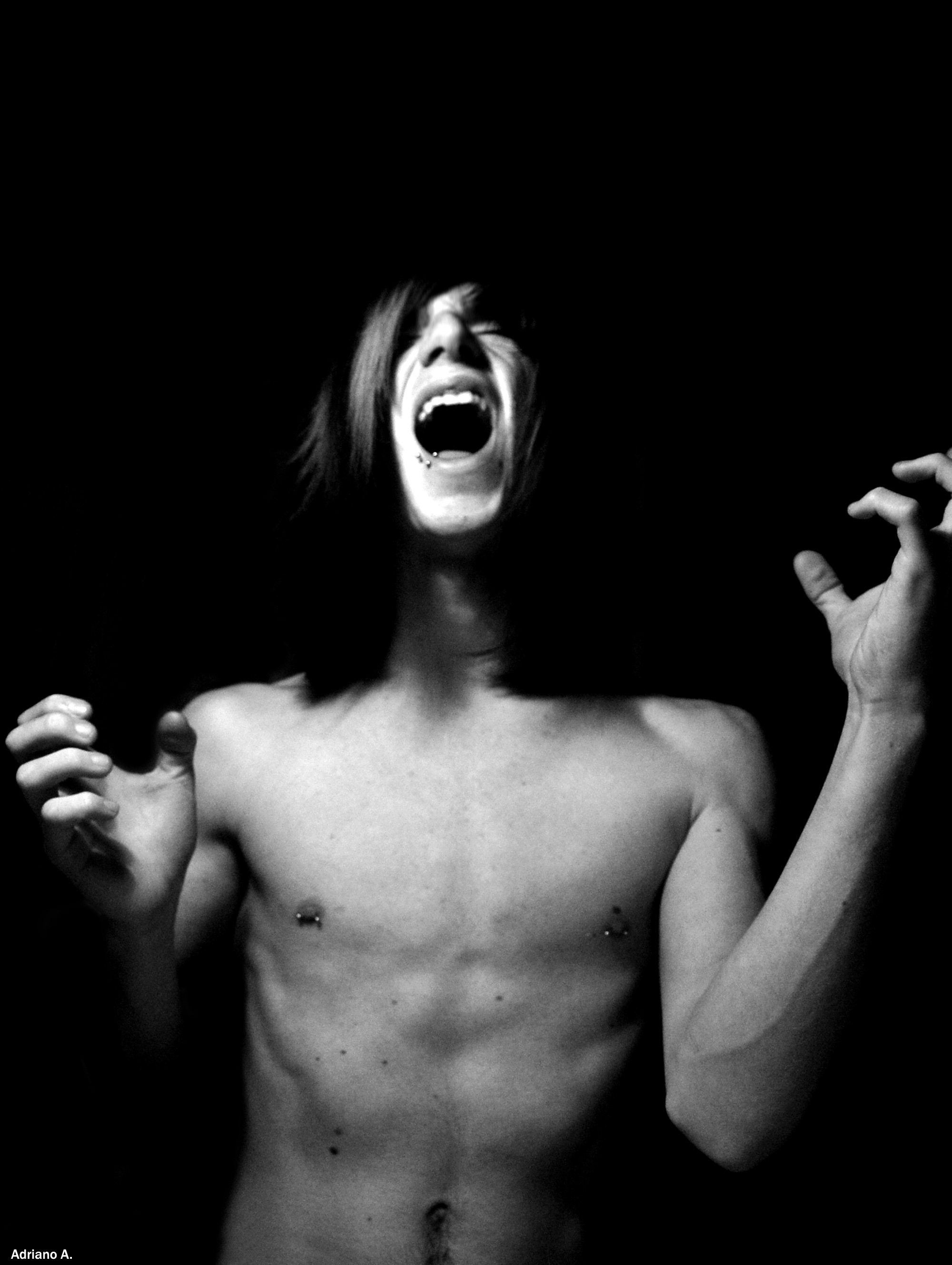
Ragazzo con barrette orizzontali
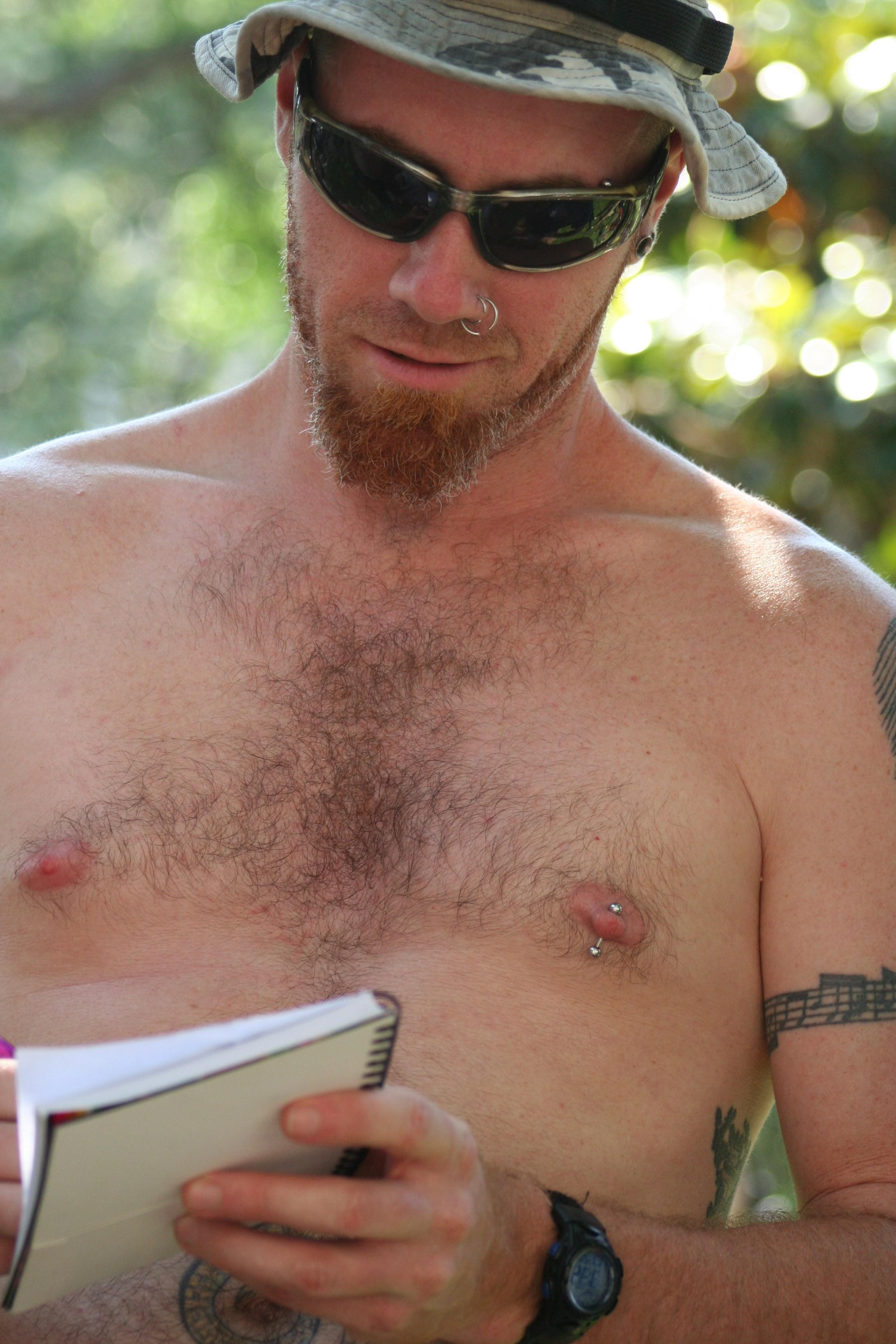
Uomo con barretta verticale

## Ombelico
L'ombelico viene perforato normalmente nella parte superiore, con l'applicazione di un anello o di una barretta a "banana". Ma esso può venire perforato anche nella parte bassa o lateralmente. Meno frequente è la pratica del piercing multiplo.
È oggi uno dei piercing più diffusi, unitamente a quello del lobo e della narice. Il termine tecnico di questo piercing è Navel ("ombelico").

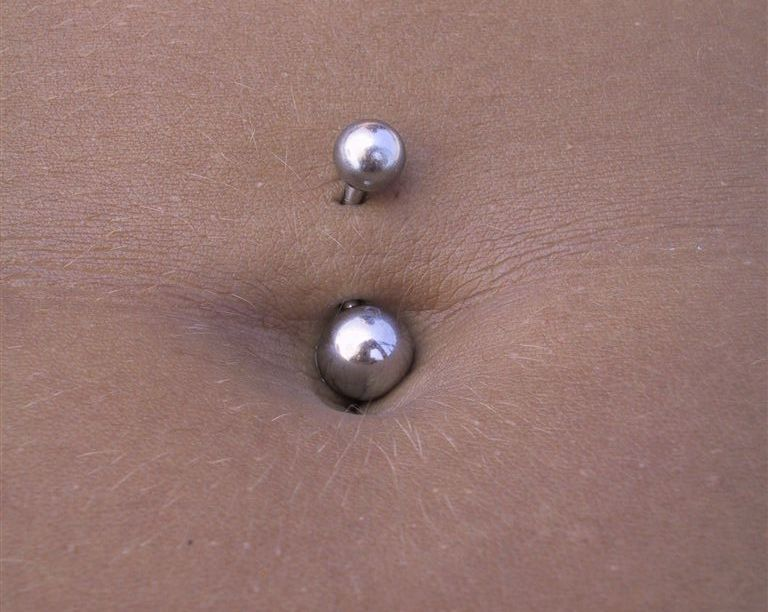
Piercing dell'ombelico con bananabell
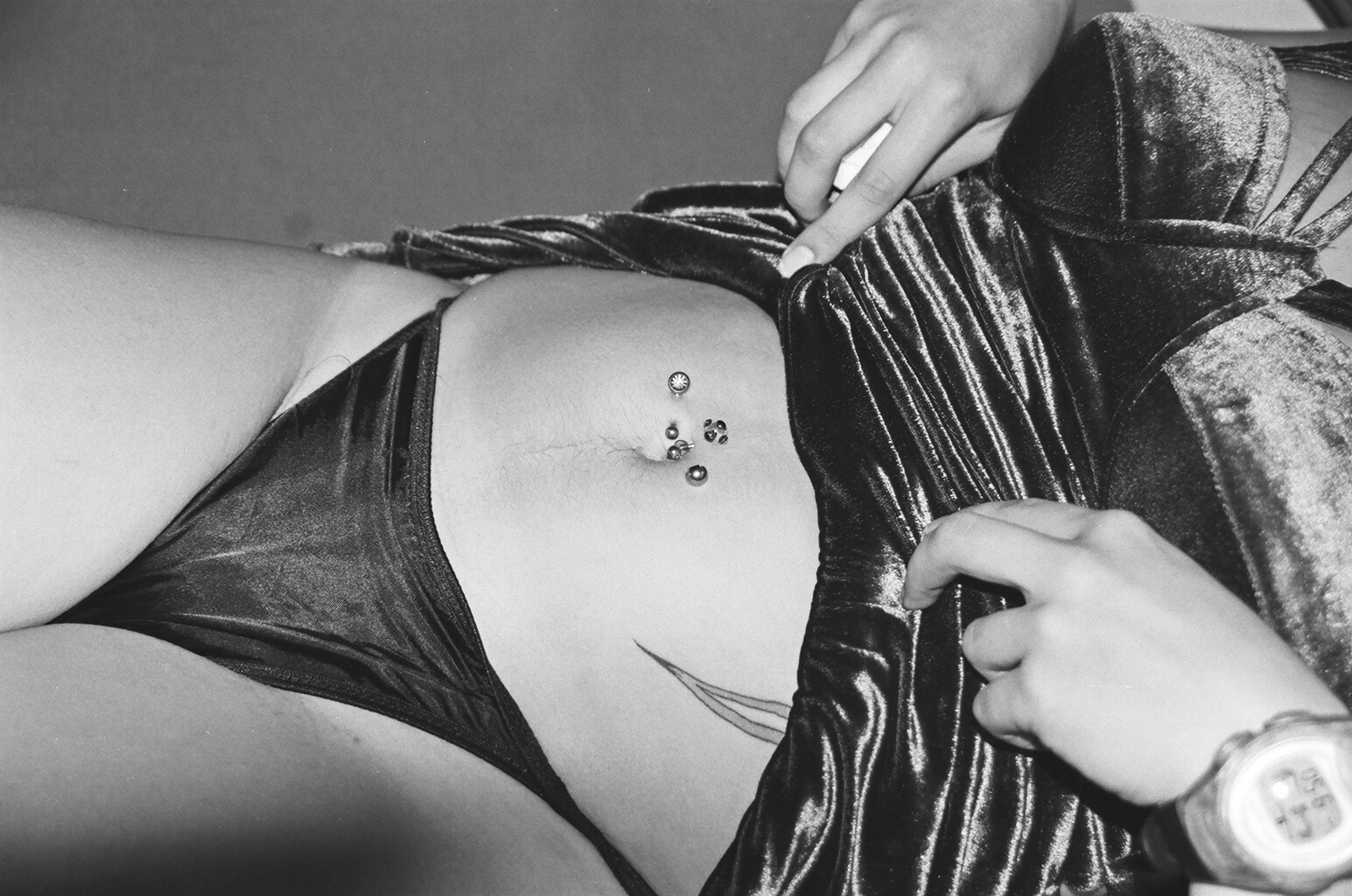
Piercing multiplo dell'ombelico

## Genitali
Nella storia di questa pratica, i genitali esterni di entrambi i sessi sono la parte del corpo che, dopo il viso, vedono praticare con maggior frequenza e in maggiori varianti la perforazione con scopi rituali, di iniziazione o con finalità erotiche.
Fin dall'antichità la pratica di piercing ai genitali ha infatti valenza di iniziazione rituale (come ad esempio il guiche o l'ampallang). Presso gli aztechi era inoltre in uso la pratica dell'autosacrificio rituale consistente nella perforazione del glande da parte del sacerdote. Nella società contemporanea i piercing ai genitali, nati inizialmente nell'ambito delle pratiche sadomasochiste, vengono oggi praticati ampiamente poiché rappresentano uno stimolo erotico: non è infrequente, presso le attrici del cinema hard, l'applicazione del piercing del cappuccio del clitoride. Questo tipo di piercing sembra fornire infatti una maggiore stimolazione erotica.

### Genitali femminili
I piercing ai genitali femminili comprendono:
- Cappuccio del clitoride: piercing del cappuccio del clitoride che può avvenire in più modi, assumendo di conseguenza nomi differenti.
  - Cappuccio del clitoride orizzontale (Horizontal Clitoral Hood): il cappuccio del clitoride viene forato orizzontalmente, da parte a parte, passandovi attraverso normalmente un anello.
  - Cappuccio del clitoride verticale (Vertical Clitoral Hood): viene forato il cappuccio del clitoride dall'interno verso l'esterno, inserendo normalmente una barretta.
  - Deep Hood: variante del piercing del cappuccio del clitoride orizzontale che avviene passando l'ago non davanti, ma dietro alla clitoride, cioè più in profondità.[1]

- Christina o Venus Piercing: il piercing viene effettuato forando il punto di incontro delle grandi labbra e procedendo verso il monte di Venere.[2]

- Clitoride (Clitoral): il piercing del clitoride è uno dei più delicati e dolorosi, data la quantità di terminazioni nervose ridotte in poco spazio, avviene forando orizzontalmente o verticalmente il clitoride stesso e passandovi attraverso un anello. Data la sensibilità della parte viene praticato raramente e molti piercer rifiutano di eseguirlo, poiché può comportare il rischio di causare un calo di sensibilità del clitoride.[3]

- Fourchette: piercing che consiste nel forare l'unione tra le grandi labbra sul perineo.[4]

- Grandi labbra (Outer Labia): piercing che consiste nel forare le grandi labbra, applicando sia barrette che anelli.

- Imene (Hymen): piercing piuttosto raro che consiste nel forare la membrana dell'imene.[5]

- Isabella: è un tipo di piercing che viene eseguito molto raramente, passa verticalmente attraverso cappuccio del clitoride e clitoride stesso, uscendo alla sommità del cappuccio, con l'inserimento di una barretta. Così come per il piercing del clitoride, poiché comporta il rischio di danneggiare le terminazioni nervose, viene praticato molto raramente dai piercer.[6]

- Nefertiti: il piercing Nefertiti è una combinazione dei piercing al clitoride verticale e Christina, e consiste in una lunga barra che entra nel cappuccio del clitoride, all'altezza dell'uretra, ed esce sul monte di Venere.[7]

- Piccole labbra (Inner Labia): piercing che consiste nel forare le piccole labbra, applicandovi normalmente degli anelli.

- Princess Albertina: un piercing molto raro che avviene forando la mucosa genitale dall'uretra fino alla vagina e inserendo un anello. È così chiamato perché considerato la versione femminile del piercing maschile denominato Prince Albert.[8]
  - Scrunty: la variante Scrunty consiste nel forare il medesimo lembo di mucosa, ma in senso orizzontale.[9]

- Triangle: piercing che consiste nel forare il punto di incontro tra cappuccio del clitoride e piccole labbra, passando sotto al clitoride. Il nome sembra dovuto al fatto che quando il cappuccio del clitoride viene afferrato con le pinze forma un triangolo.[10]

- Suitcase (let. "valigia"): piercing praticato nel lembo di pelle del perineo, tra la vagina e l'ano. È considerato un piercing pericoloso da praticare, in quanto a rischio di causare peritonite.[11]

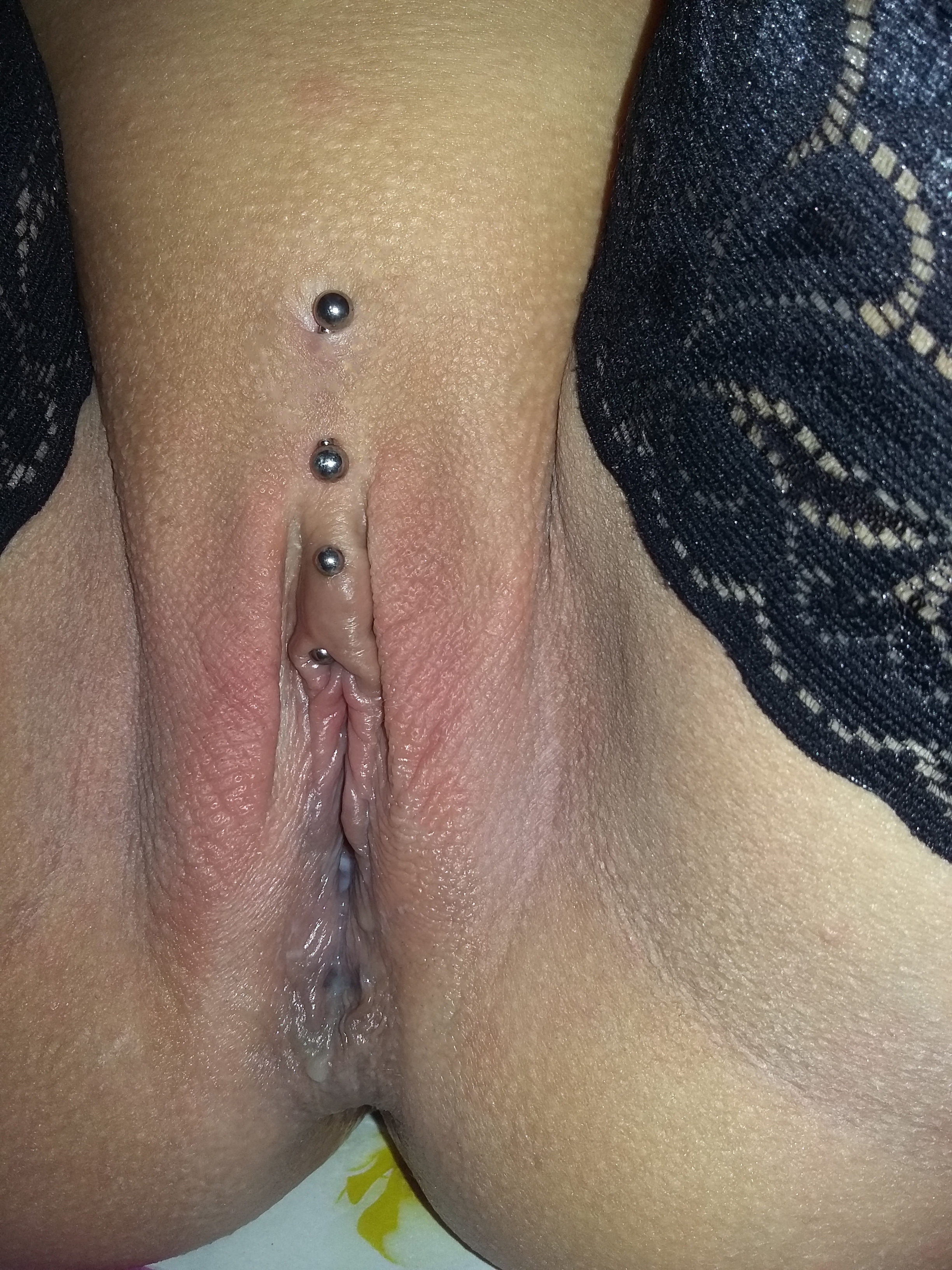
Christina + cappuccio del clitoride verticale
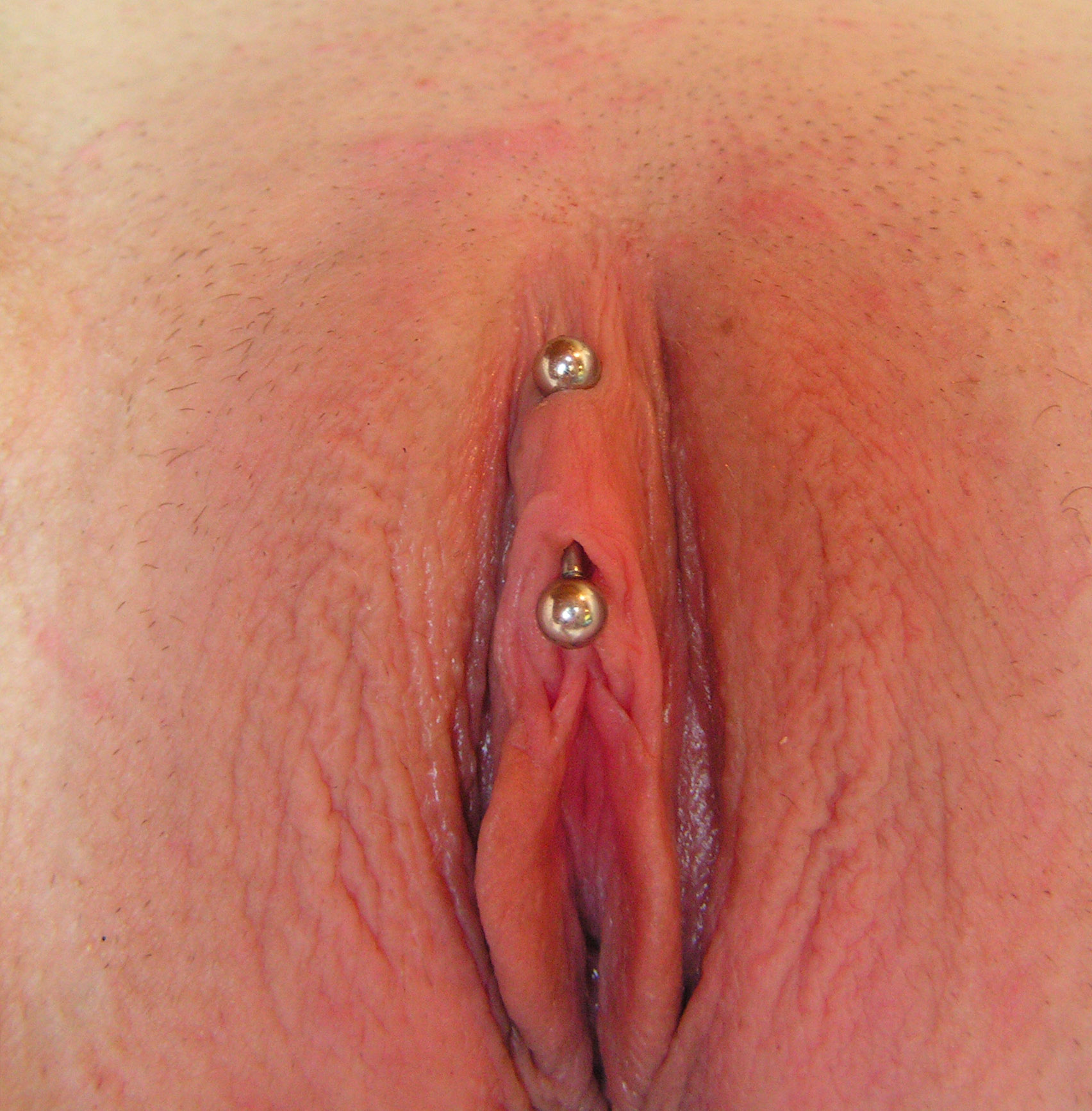
Cappuccio del clitoride verticale
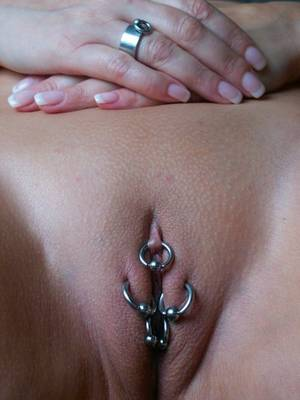
Cappuccio del clitoride orizzontale, piccole e grandi labbra
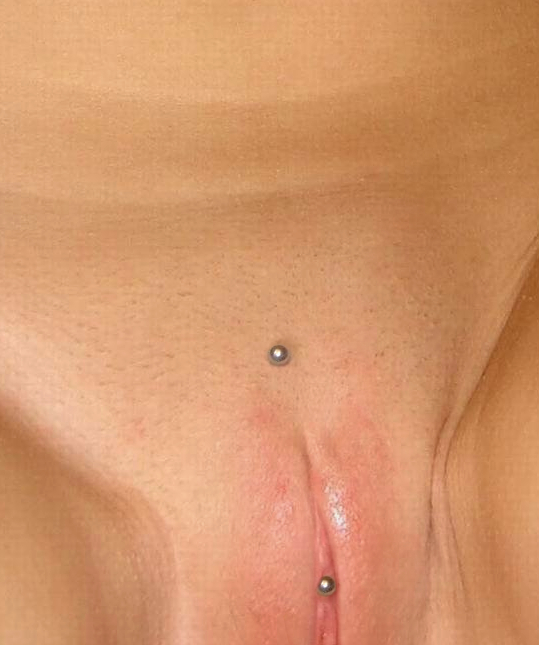
Nefertiti
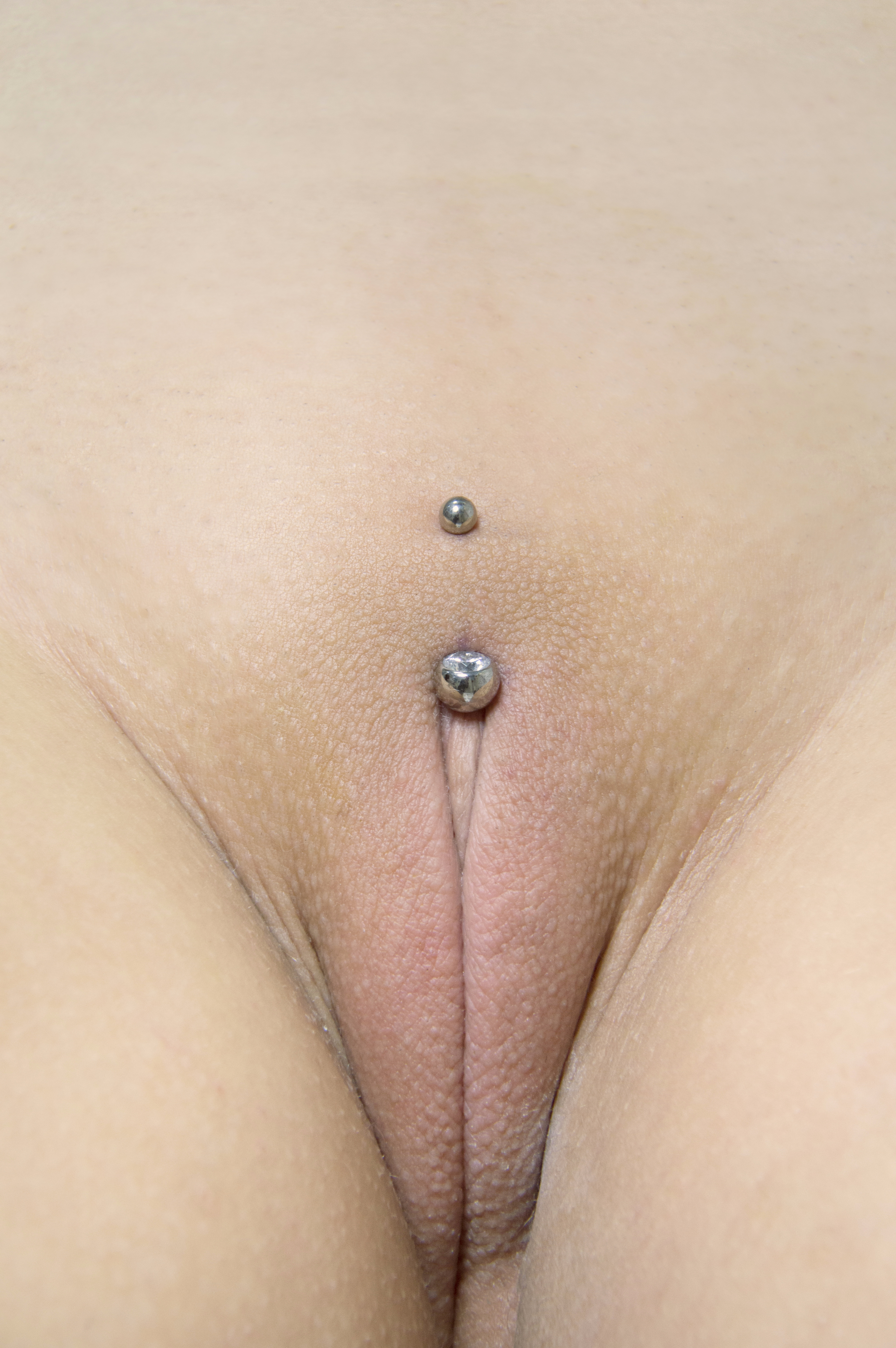
Christina
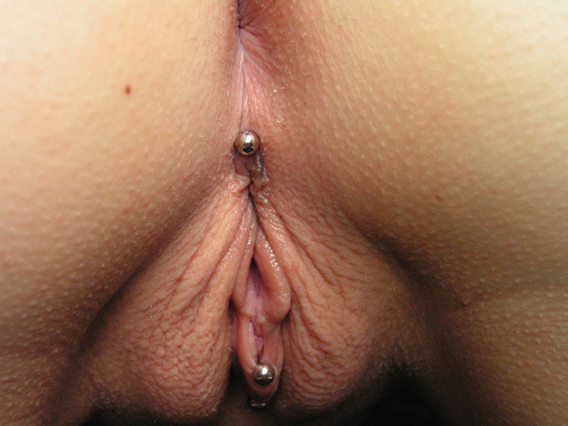
Fourchette
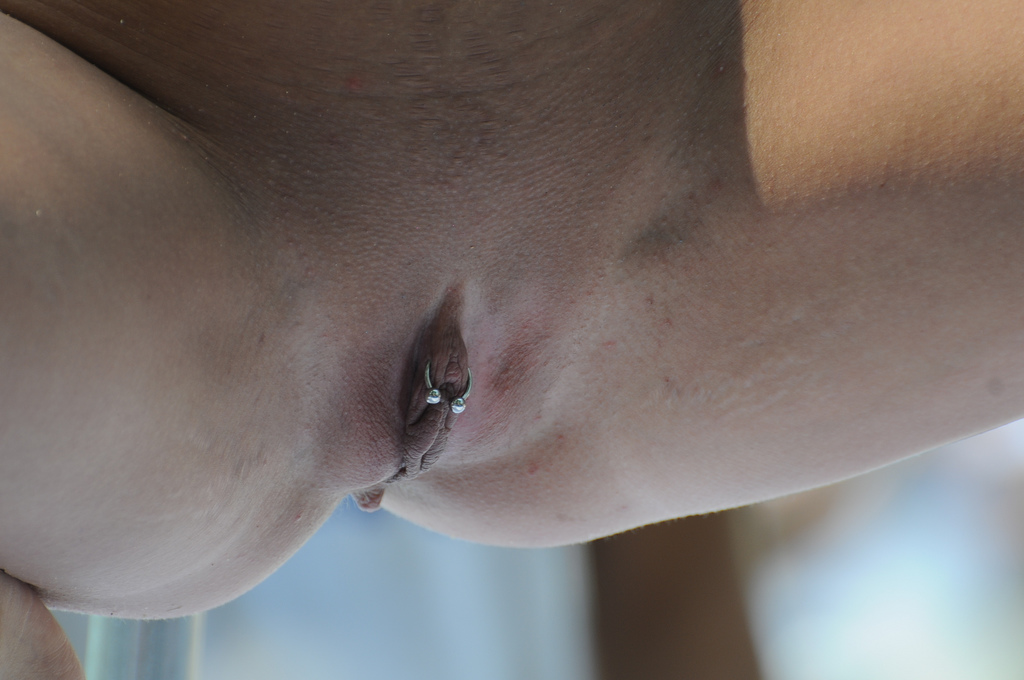
Triangle
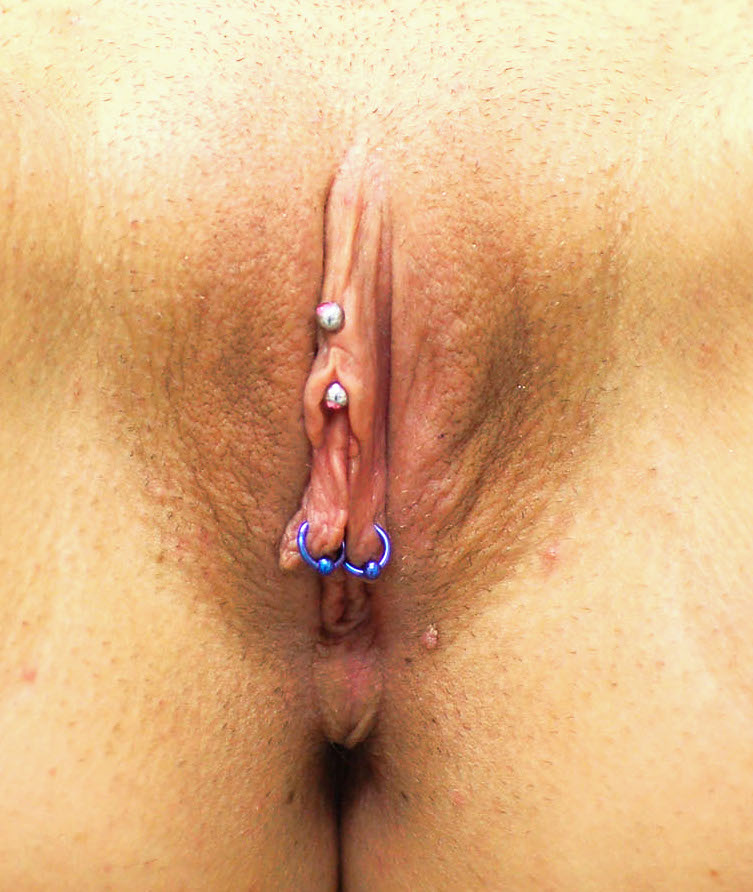
Piccole labbra e cappuccio del clitoride

### Genitali maschili
- Piercing del glande
  - Ampallang: piercing che attraversa longitudinalmente il glande con una barra. Contrariamente a quanto si pensa questo piercing non risulta per la maggior parte delle persone stimolante durante il rapporto sessuale, che può al contrario irritare la vagina o fuoriuscire durante il rapporto. La zona in cui viene praticato inoltre provoca un notevole sanguinamento a lungo termine, durante la guarigione, che può impiegare anche parecchi mesi. È invece considerata una leggenda metropolitana quella che vorrebbe tale tipo di piercing possibile causa di dissanguamento, a causa della possibilità di ferire i corpi cavernosi del pene. Ciò potrebbe avvenire solamente nel qual caso si utilizzasse un "punzone cutaneo" (dermal punch).[12]
  - Apadravya: piercing che attraversa longitudinalmente il glande da sopra a sotto, in maniera perpendicolare rispetto all'Ampallang e attraversando l'uretra. Questo tipo di piercing sembra essere sessualmente il più stimolante nei rapporti sessuali per la donna, perché va a stimolare i punti più sensibili all'interno della vagina, come il Punto G.[13]
    - Shaft Apadravya: lo Shaft Apadravya si effettua come per l'Apadravya classico, ma più in basso, forando cioè il pene immediatamente alla base del glande. Sembra sia una leggenda metropolitana che questo tipo di piercing possa provocare abbondante perdita di sangue o danneggiare terminazioni nervose.[14]

  - Dydoe
- Piercing alla base del glande
  - Frenulo (Frenums)
  - Dolphin
  - Prince Albert
    - Deep Prince Albert
    - Reverse Prince Albert
- Prepuzio (Foreskin)
- Piercing dello scroto
  - Guiches
  - Hafada
  - Scroto (Scrotal Ladders)

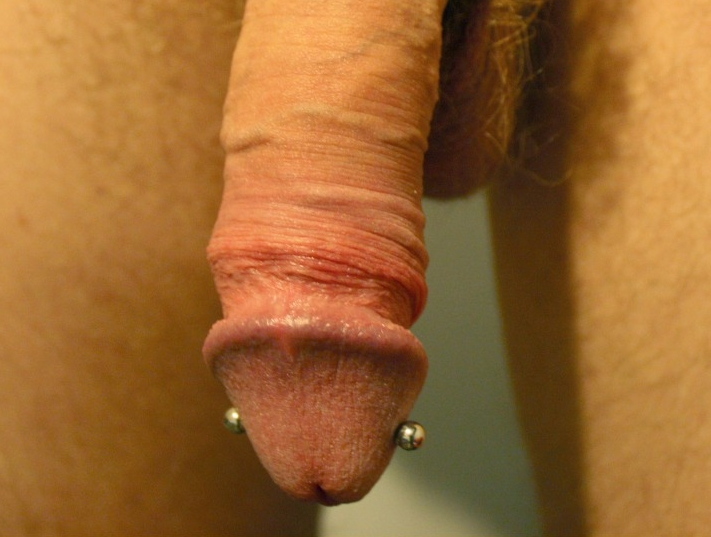
Ampallang
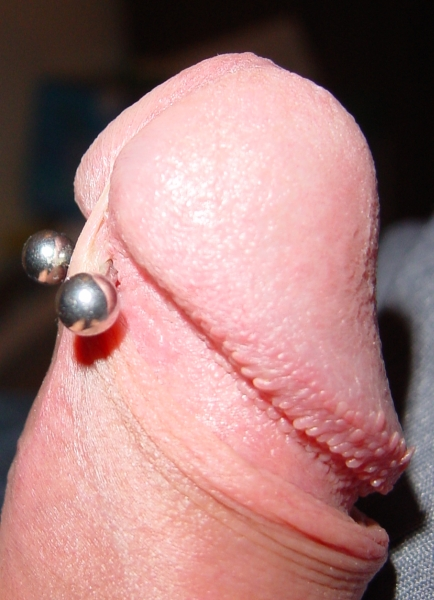
Piercing al frenulo
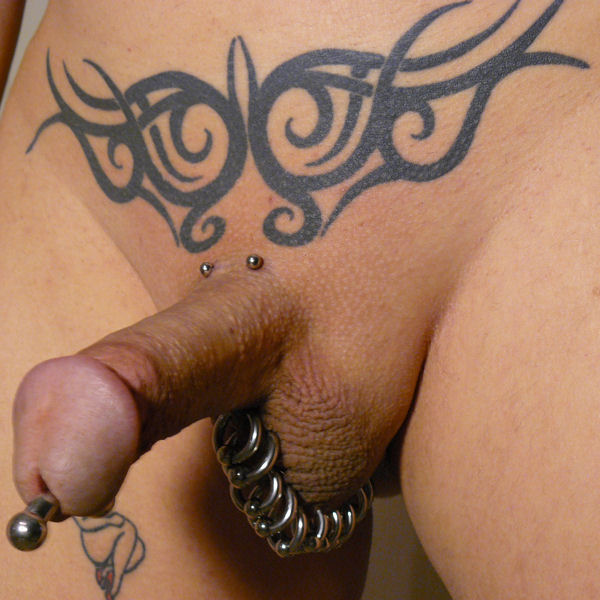
Pube, Prince Albert e Scrotal Ladder
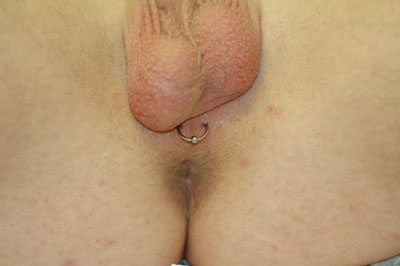
Guiche
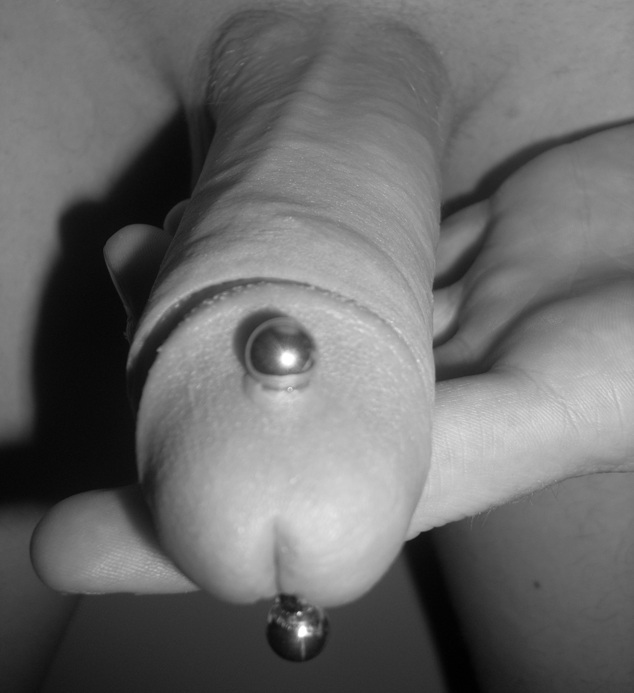
Apadravya
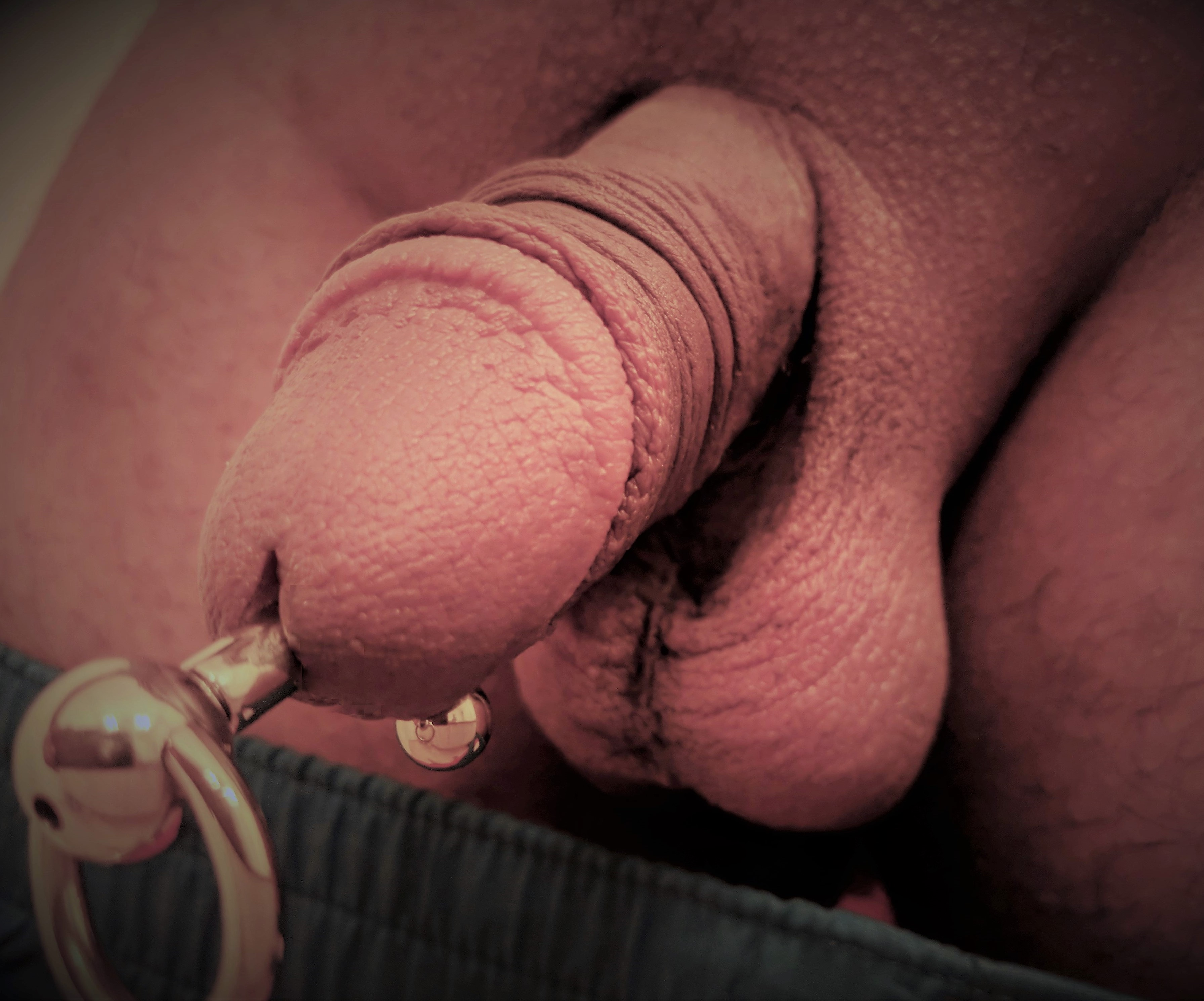
Bacchetta del principe
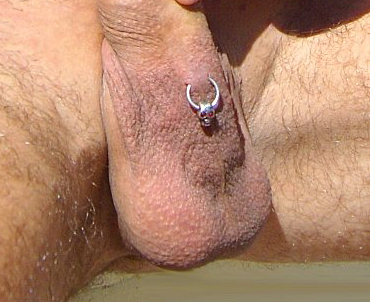
Hafada
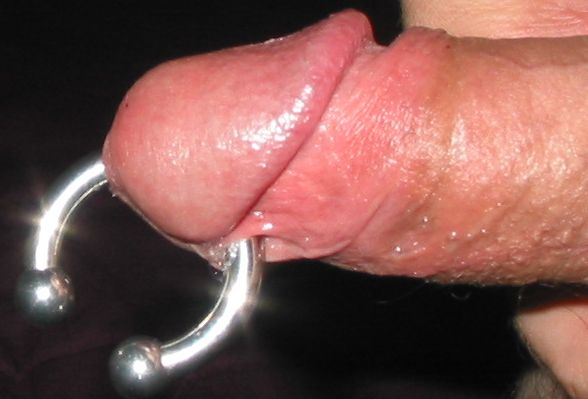
Prince Albert
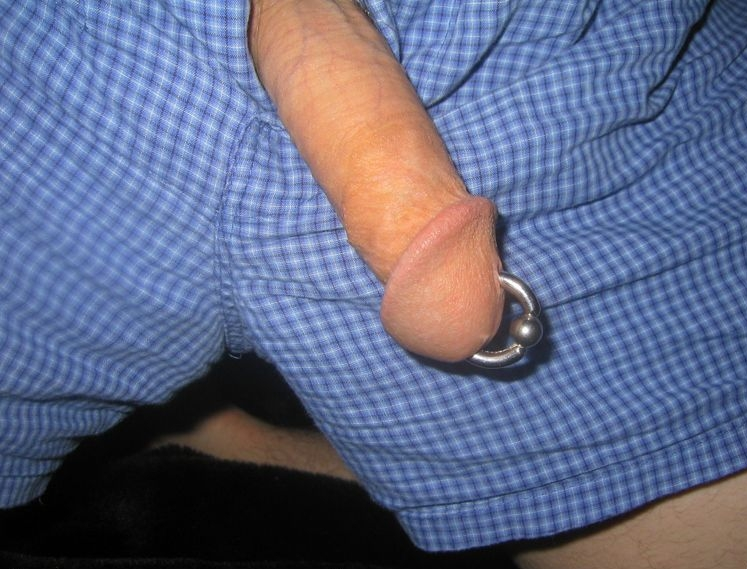
Prince Albert reverse
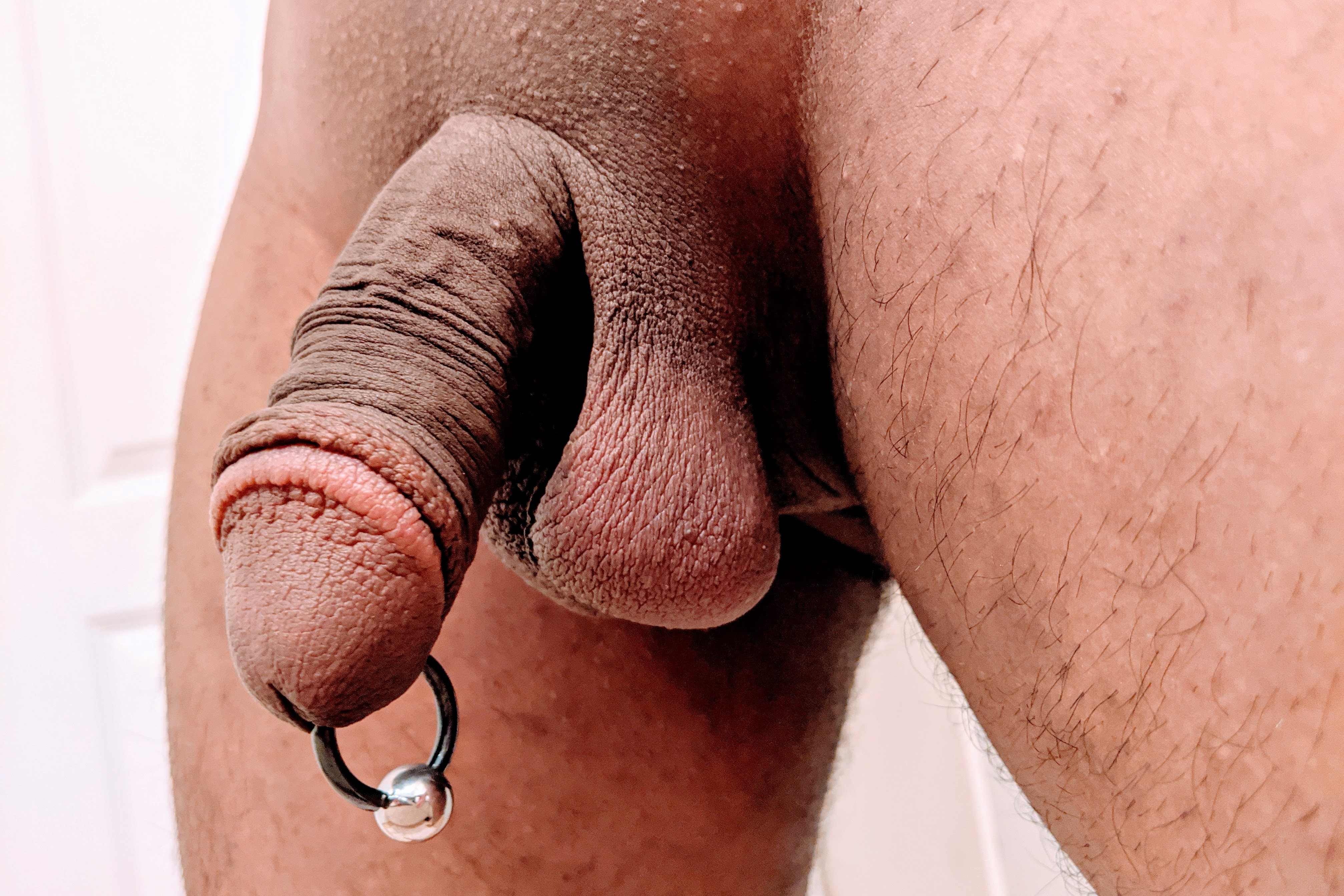
Prince Albert

## Superficie
In anni recenti si è affermata anche la pratica di perforare non soltanto parti sporgenti del corpo - quali possono essere naso, lobo o capezzoli - ma anche la superficie piana della pelle. Questo tipo di piercing può essere praticato su qualsiasi parte del corpo. A seconda della zona che viene forata, questo tipo di piercing prende nomi differenti.
- Surface ("superficie"): termine generico che definisce tutti i piercing praticati sulla superficie della pelle.
- Addome:
  - Hips ("fianchi")
- Schiena:
  - Corset ("corsetto"): è un tipo di piercing superficiale che si attua forando una sezione della pelle della schiena, del fianco o del torace, applicando una doppia fila verticale parallela di anelli, attraverso cui viene passato sovente un nastro, a imitazione della chiusura dei corsetti.
  - Nape (dietro il collo)
- Torace:
  - Cleavage ("décolleté") o Sternum: uno o più piercing superficiali applicati sul torace nella zona del décolleté.
  - Madison
- Pube: un tipo di piercing genitale, sia femminile che maschile, che viene eseguito sulla superficie del pube.

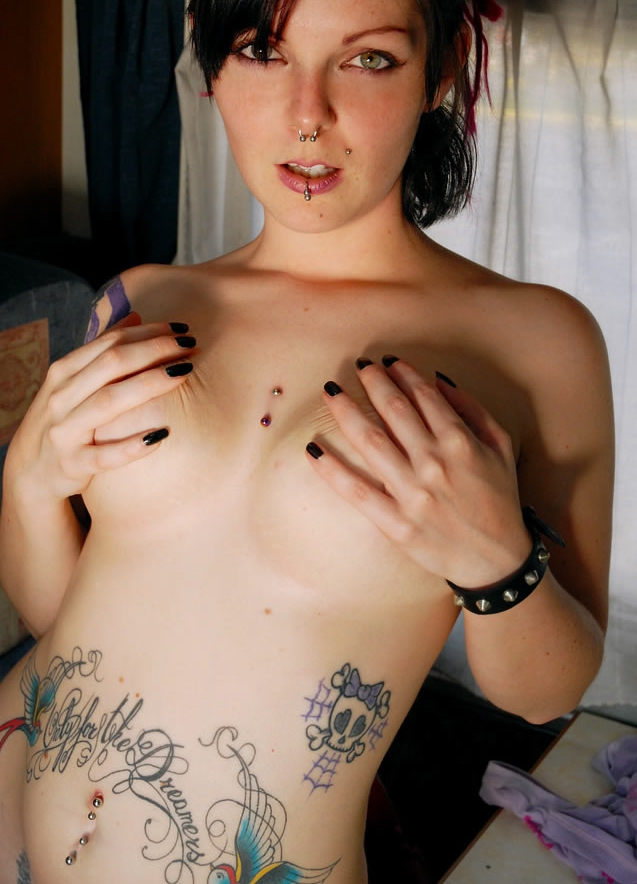
Cleavage
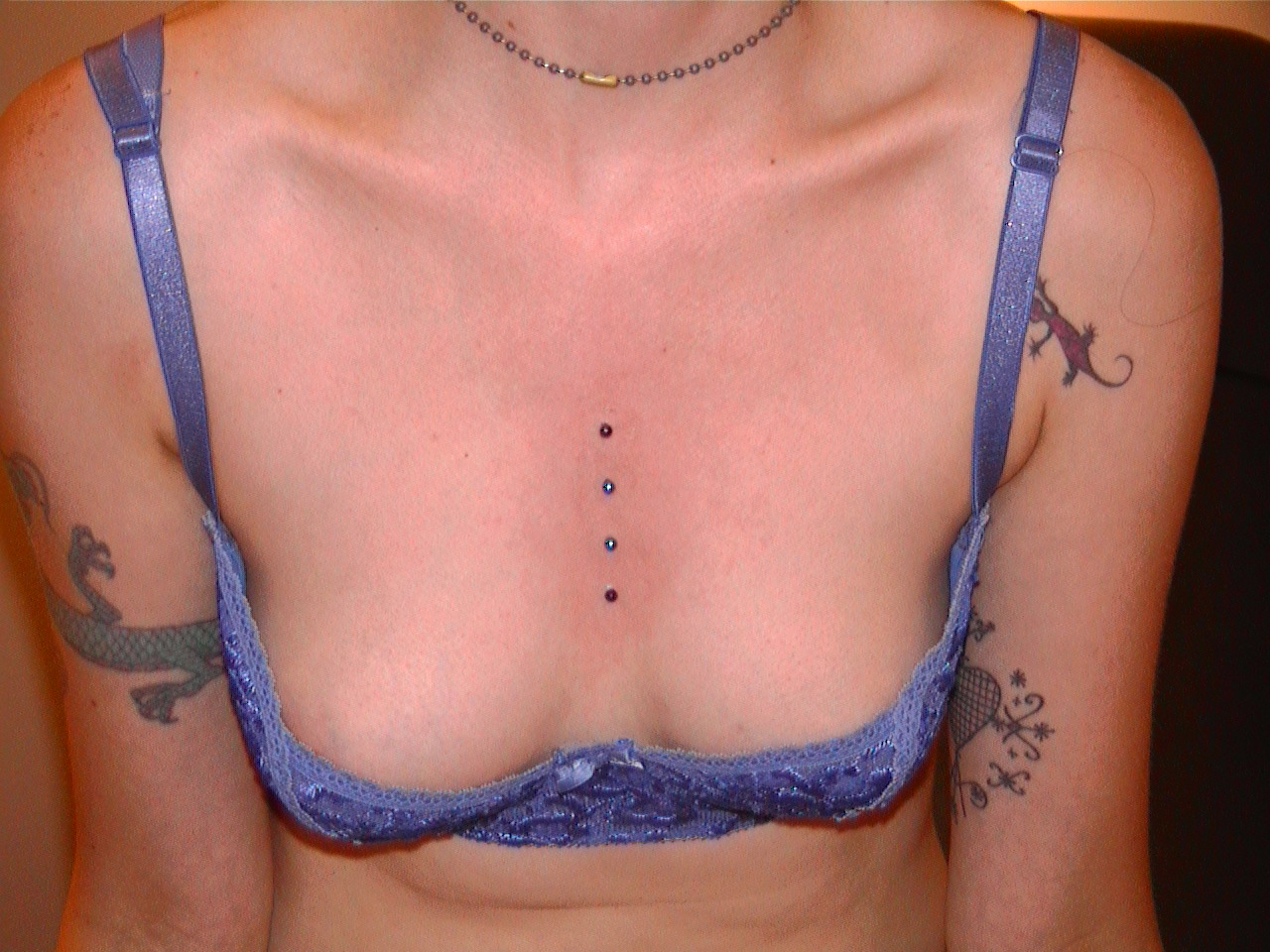
Doppio Cleavage
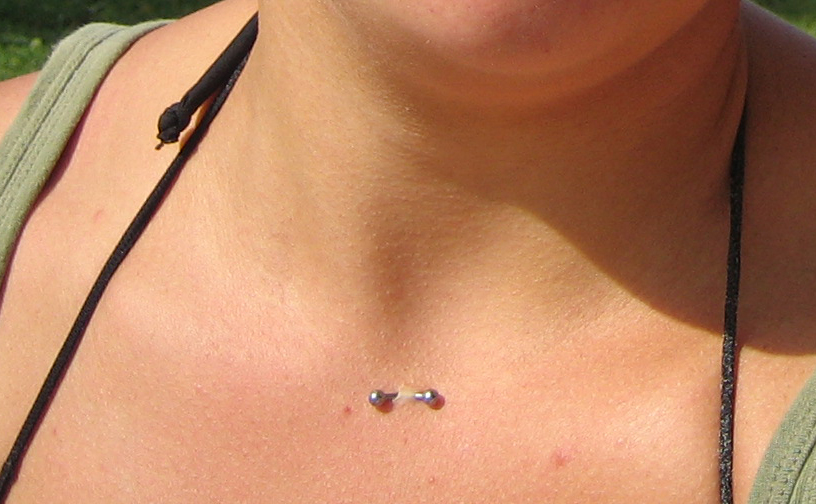
Madison
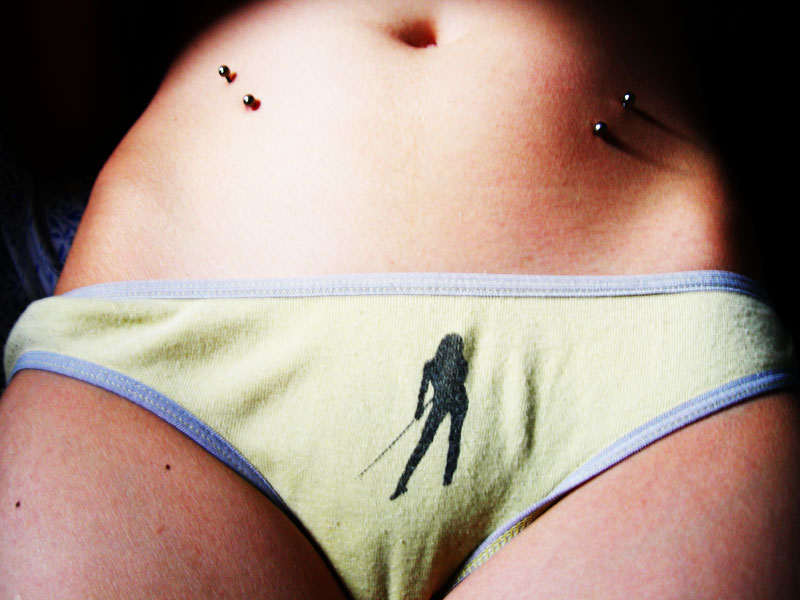
Hips
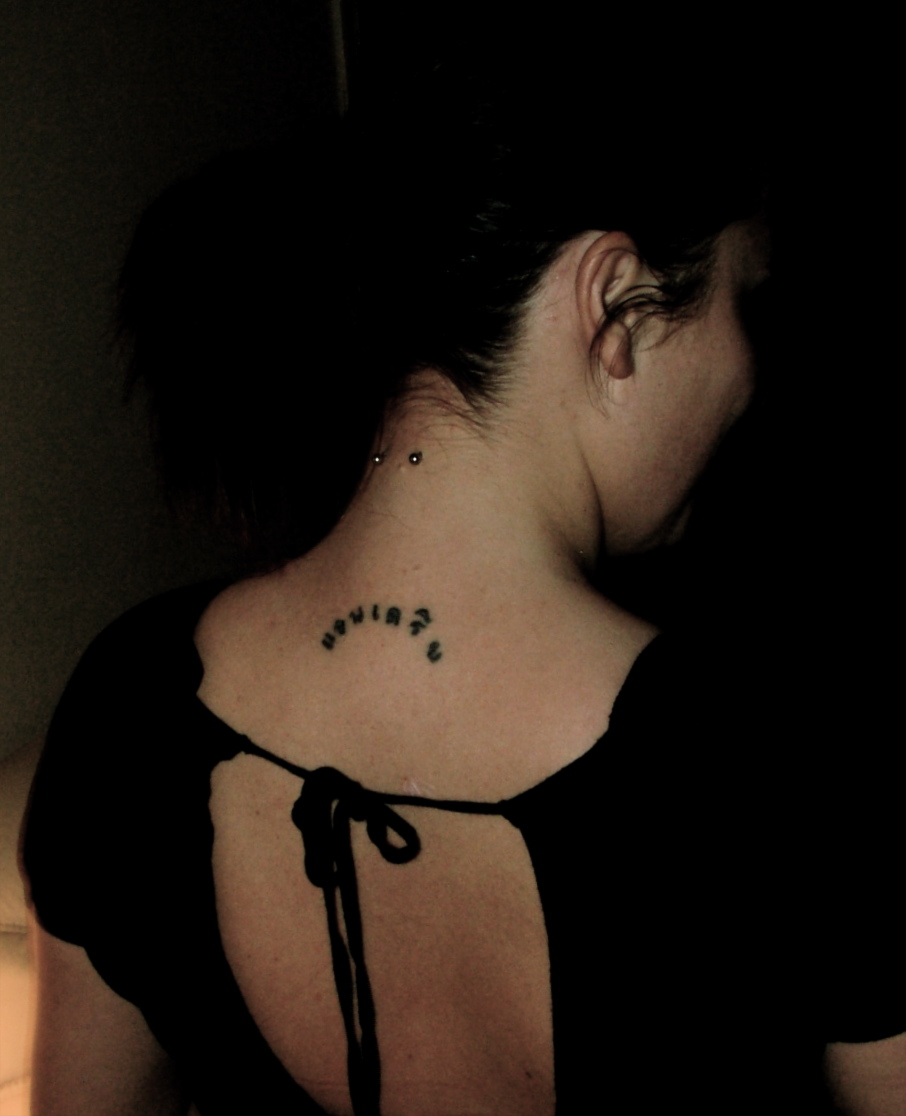
Nape

## Altro
- Anus ("ano") o Anal piercing ("piercing anale"): è un piercing che attraversa lo sfintere anale. Per ovvie ragioni igieniche è scarsamente praticato e a rischio.[15]

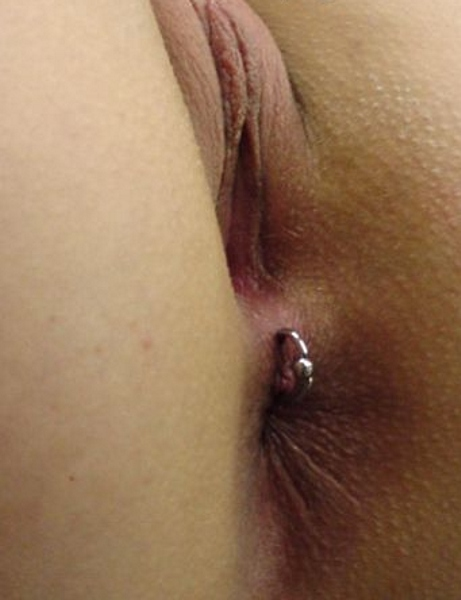
Anus